# Université de Rennes
L’Université de Rennes est une université française sous le statut d'établissement public expérimental depuis le 1er janvier 2023. L'université trouve son origine dans l'ancienne université de Rennes, issue du rapprochement institutionnel des facultés de Rennes en 1896 à la scission de l'université en 1969 entre les universités Rennes-I et Rennes-II, mais également dans l'ancienne université ducale de Bretagne fondée en 1460 à Nantes, puis déménagée à Rennes en 1735.
La nouvelle université de Rennes a remplacé l'université Rennes-I le 1er janvier 2023 et a intégré en tant que membre associé l'université Rennes II. Elle dispose de neufs campus, dont trois à Rennes (30 630 étudiants pour l'année universitaire 2018-2019). Celui du centre héberge les domaines du droit et de l'économie (8 250 étudiants), celui de Beaulieu les sciences dures et la philosophie (8 794 étudiants), et celui de Villejean la médecine, la pharmacie et l'odontologie (6 376 étudiants). L'Université possède également plusieurs sites d'enseignements délocalisés à Lannion (1 215 étudiants) Saint-Brieuc (1 050 étudiants) et Saint-Malo (713 étudiants).
L'université possède également des sites d'expérimentations, notamment à Monterfil mais également des stations biologiques, à Paimpont ou sur l'île Bailleron.
L'université est spécialisée dans des disciplines de sciences dures (mathématiques, sciences physiques, chimie, biologie, écologie, informatique, géologie), les « sciences médicales » (médecine, pharmacie, odontologie) et les sciences humaines et sociales (droit, science politique, philosophie, économie, gestion).
Elle est membre de plusieurs pôles de recherche comme la Coordination des universités de recherche intensive françaises qui regroupe les 17 plus grandes universités de recherche françaises.
L'ancienne université de Rennes comptait lors de sa dissolution, en 1969, quatre facultés : droit, lettres, médecine et sciences, ainsi que plusieurs annexes dans d'autres villes de Bretagne et des Pays de la Loire. Ces dernières ont servi de socle pour la création de plusieurs universités au cours des années 1960, notamment pour les universités de Nantes, d'Angers et de Brest.
Le 24 novembre 2022, le décret portant création de l'université de Rennes et intégration de l'École des hautes études en santé publique, l'École nationale supérieure de chimie de Rennes, l'École normale supérieure de Rennes, l'Institut d'études politiques de Rennes et l'Institut national des sciences appliquées de Rennes en tant qu'établissements-composantes est publié au Journal officiel pour une entrée en vigueur le 1er janvier 2023. Ce nouvel établissement public expérimental (EPE) est la conclusion du « projet Université de Rennes » lancé en 2017 dont le but était « la création d'une grande université de recherche et de formation reconnue internationalement »,.

## Histoire

### L'université bretonne

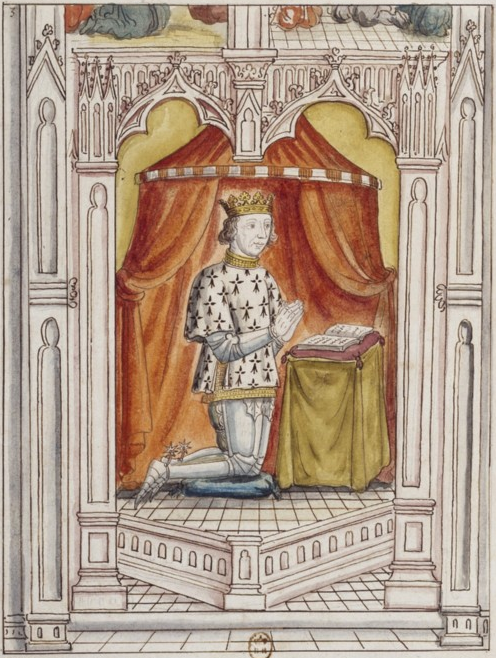
François II, duc de Bretagne.

#### L'université à Nantes
Préparée par la présence d’école bretonne et la volonté ducale, trois bulles pontificales sont éditées par les papes Jean XXIII, Martin V et Nicolas V − respectivement en 1414, 1424 et 1449 − sans être appliquées,. Les étudiants bretons représentent à l'époque en nombre la deuxième population dans les universités françaises, après les étudiants normands, et sont structurés en nations dans celles-ci. L’université bretonne est fondée par Bertrand Milon le 4 avril 1460, à l'initiative du duc François II de Bretagne, et ce par une bulle pontificale du pape Pie II, donnée à Sienne,. Celle-ci incarne le vœu de François II d'affirmer son indépendance vis-à-vis du roi de France, alors qu'aux abords du duché à Angers en 1432, Poitiers en 1432 et Bordeaux en 1441 s'ouvrent des universités,. Créée sous la forme d'un studium generale, cette université peut enseigner toutes les disciplines traditionnelles : arts, théologie, droit et médecine. La population estudiantine entre la fin du XVe siècle et durant les deux siècles suivants croit pour atteindre le millier voire 1 500 étudiants, selon les estimations les plus hautes.

Blason de l'université ducale de Bretagne (XVIIe -XVIIIe).

Une première tentative de déplacement de l'université de Nantes à Rennes a lieu à la fin du XVIe siècle. Le roi Henri IV cherche à punir Nantes, ville ligueuse, pour son soutien au duc de Mercœur. L'université reçoit par lettre patente du 8 août 1589 l'ordre de transfert à Rennes, ville restée fidèle à la monarchie. L'institution n'est cependant pas déplacée, faute de financement,. Une nouvelle lettre patente du 5 septembre 1591 réitère cet ordre de transfert, mais là encore sans application. Une dernière lettre patente d'avril 1598 fixe la situation en confirmant l'établissement à Nantes de l'université.

#### Le transfert partiel à Rennes

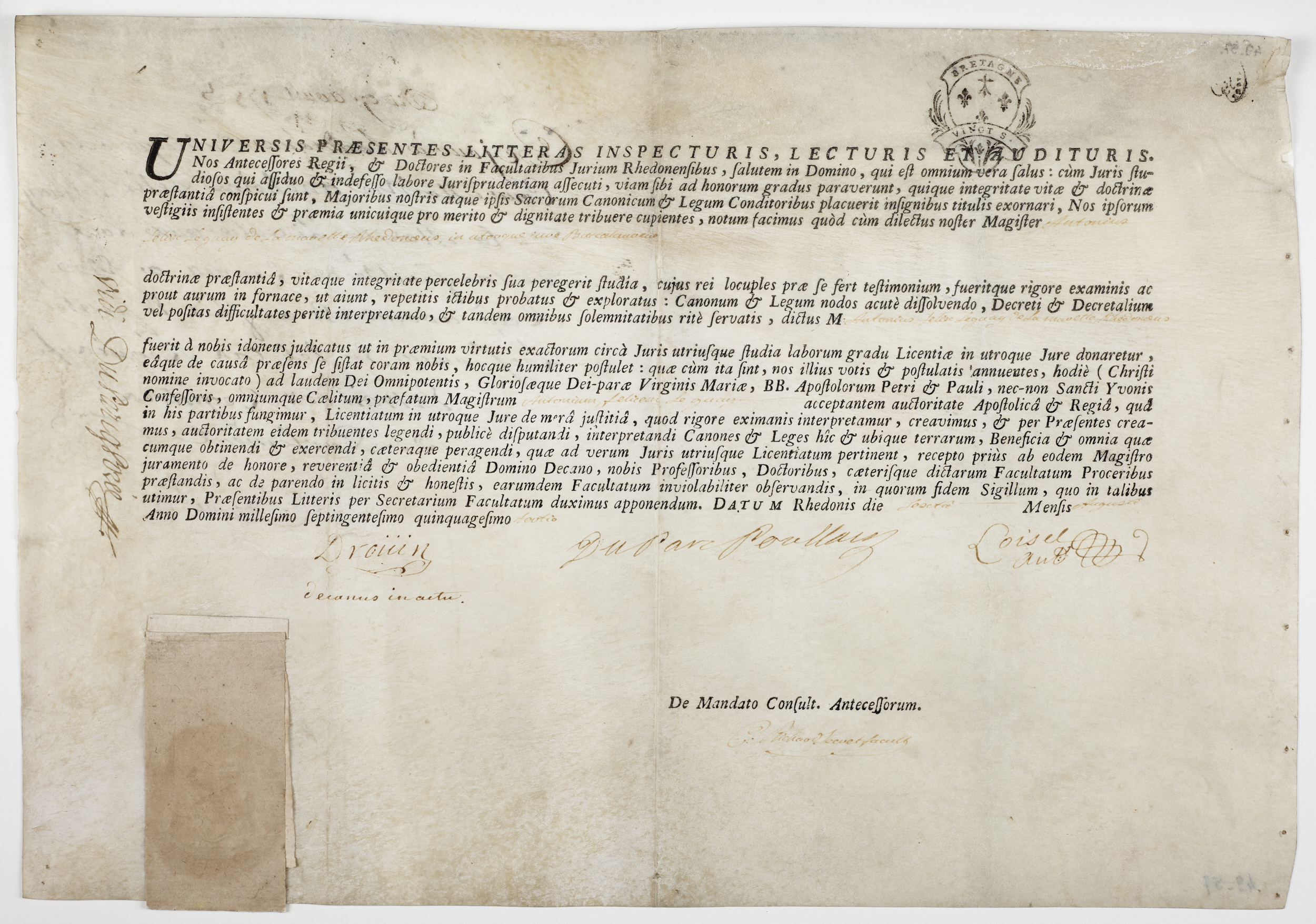
Diplôme de droit délivré par l'université en 1753.

Au début du XVIIIe siècle, l'université rentre dans une phase de déclin. La ville de Nantes est tout entière tournée vers le commerce et ses élites s'intéressent peu à cette institution. En 1728, le maire de Nantes, Gérard Mellier, écrit que l'université bretonne serait mieux placée « à Rennes, pays de lettres, qu'à Nantes où l'on ne respire que le commerce ». Par conséquent, la faculté de droit est effectivement transférée à Rennes en 1735 où siège le Parlement de Bretagne par décision du roi Louis XV. L'ouverture officielle est faite le 11 juin 1736. Les facultés de lettres, de théologie et de médecine sont conservées à Nantes, mais celle de médecine était déclinante, et celle de théologie est minée par l'influence du jansénisme. Les enseignements de droit à Rennes se tiennent dans un premier temps dans l'hôtel de ville avant d'être transférés en 1753 dans le couvent des cordeliers, puis à partir de 1762 et jusqu'à la dissolution des facultés en 1793 dans la chapelle des jésuites après l'expulsion de ceux-ci.
Il est par la suite plusieurs fois question de transférer le reste des facultés de Nantes à Rennes, notamment en 1778. Cependant, les trois facultés nantaises s'opposent avec vigueur à ce projet, en mettant en avant le mauvais traitement de la faculté de droit après son transfert à Rennes, et la situation en reste alors là. Les institutions des deux villes continuent à être liées entre elles, et l'université reverse à la faculté de Rennes une partie des rentes qu'elle perçoit. En 1789, ce transfert concerne les deux cinquièmes des 537 livres de rente perçues. Une école de chirurgie est par ailleurs ouverte à Rennes en 1738, et est hébergée dans la tour Le Bât, tour désaffectée des remparts de la ville
La question de l'université commence à apparaître dans les réflexions des institutions rennaises. Le Parlement de Bretagne produit un plan de réforme des enseignements de la faculté après l'éviction des jésuites en 1762, mais sans que celui-ci ne se concrétise. La question de l'université est présente aussi dans les cahiers de doléances que soumettent les Rennais dans l'optique des états généraux de 1789. Le tiers état demande ainsi que le nombre d'universités en France soit revu à la baisse, que le nombre de facultés de médecine soit abaissé à trois ou quatre - dont une à Rennes -, et que les chaires de latin de la faculté de droit soient réduites de moitié, au profit de l'ouverture de chaires de droit français et de droit naturel.
La Révolution signe la fin des universités d'Ancien Régime. En 1793, la Convention nationale ordonne la suppression de toutes les universités et facultés.

### L'université auXIXesiècle

#### Essor et unification des facultés à Rennes

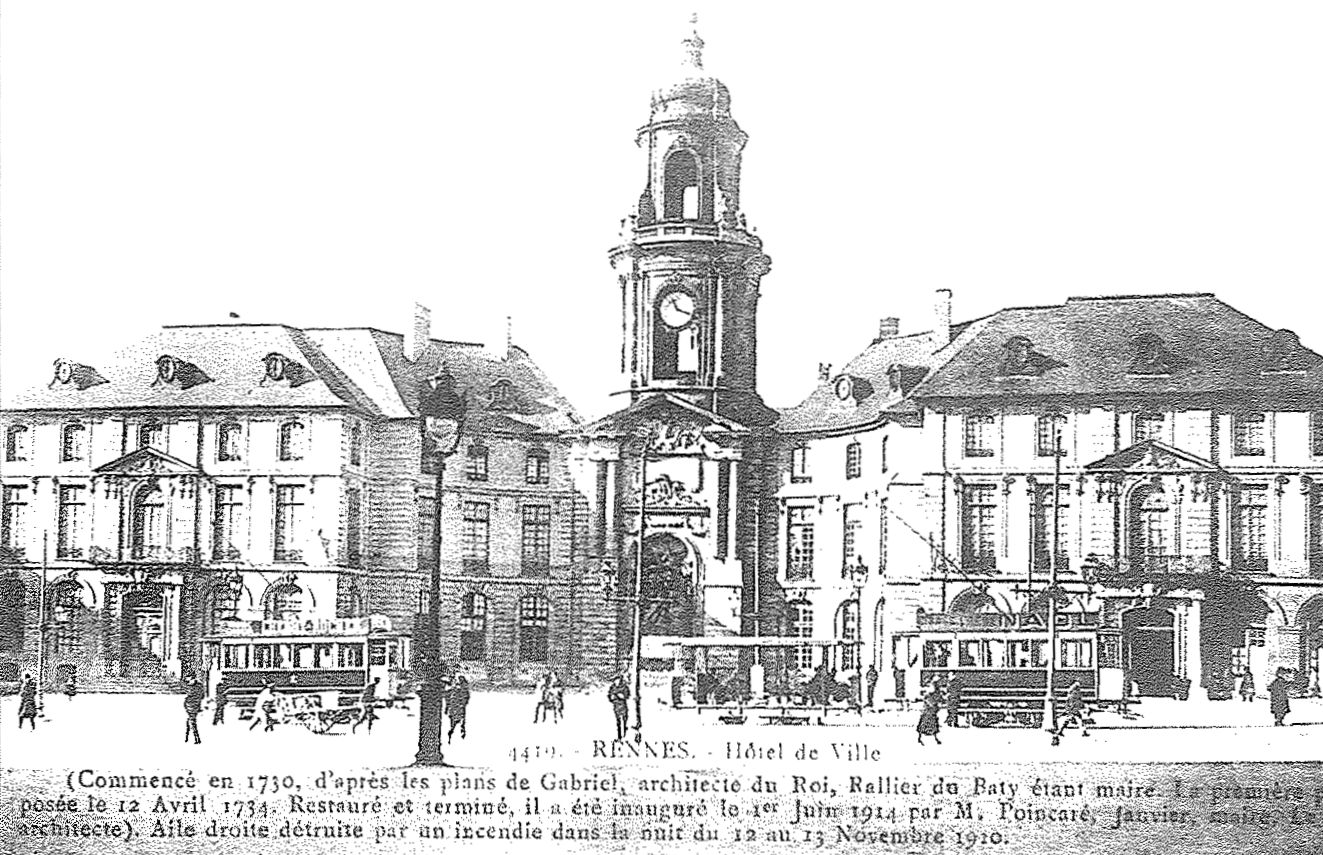
La mairie de Rennes, qui accueille dans un premier temps les facultés de droit et de sciences.

En 1806, Napoléon Ier réorganise l'ensemble du système d'enseignement français en instituant l'université impériale. Rennes prend alors la tête d'une académie et se voit doté à ce titre d'une faculté de droit et d'une faculté de lettres. Nantes est oublié par ce décret, et ne verra rouvrir une université sur son territoire qu'à la suite d'un décret du 29 décembre 1961.
L'école de droit est rouverte en 1802 et accède au rang de faculté en 1808. Les cours se tiennent dans l'actuelle salle des assises du palais de justice. Une société libre d'instruction médicale est créée le 6 novembre 1800, qui devient en 1803 une école départementale. De 1803 à 1810, les enseignements cliniques sont dispensés dans un bâtiment dépendant de l'ancien couvent Saint-Yves, alors que les cours d'anatomie sont regroupés dans les anciens bâtiments de l'école de droit, dans l'actuelle rue Toullier, avant de migrer dans la tour sud de l'ancienne cathédrale Saint-Pierre.
Une éphémère faculté de lettres est également créée en 1810. Celle-ci est cependant fermée par la Restauration, par un décret du 31 octobre 1815, et l'on y substitue en 1817 une commission d'examen pour le baccalauréat. Deux autres facultés, l'une de sciences et l'autre de théologie sont aussi prévues mais les décrets de création ne sont pas appliqués. La faculté de lettres ne rouvre qu'à partir de 1839 avec la monarchie de Juillet, et compte alors cinq chaires (littérature française, littérature ancienne, littérature étrangère, histoire et philosophie).
Une faculté des sciences est créée un an après celle de lettres en 1840 et compte elle aussi cinq chaires (mathématiques, physique, chimie, zoologie et botanique, géologie et minéralogie). L'école de médecine, créée sous l'Empire, passe au statut d'école secondaire en 1820 puis au statut d'école de plein exercice en 1895.
Ces trois facultés et l'école de médecine restent sans lien institutionnel entre elles jusqu'à la création en 1885 d'un Conseil des facultés. Celui-ci prend en 1896 le nom d'Université de Rennes lors de la réforme des facultés faisant suite à l'application de la loi du 10 juillet 1896. L'université est alors l'une des seize universités que compte alors la France, et la seule dans l'ouest en dehors de celle de Caen et de Poitiers. En 1904, elle compte 1 236 étudiants, ce qui la place au 5e rang des universités de province. Les fonds de sa bibliothèque universitaire, déjà l'un des cinq plus importants fonds français hors Paris au milieu du XIXe siècle, comptent plus de 21 000 volumes en 1890.

#### Essor des constructions et déménagements

Implantation des facultés dans le centre de Rennes au milieu du XIXe siècle.

Les facultés de sciences, de droit, de lettres, ainsi que l'école de médecine sont dans un premier temps logées dans l'aile nord de la mairie de Rennes (l’ancien présidial). La faculté de droit occupe le rez-de-chaussée, la faculté de science le premier étage, la faculté de lettres plusieurs autres salles, et l'école de médecine la salle dite de la Chapelle, située sous la tour de l'Horloge.
Elles sont déménagées dans un nouveau bâtiment dédié en 1856. Dès le milieu du XIXe siècle, le projet d'un palais universitaire situé quai Émile Zola voit le jour. Aux premiers projets conçus pour la conception de ce bâtiment, dès 1838, par l'architecte de la ville, Charles Millardet, se substituent les plans de Vincent Boullé qui lui succède en 1846. Les travaux, financés par l'État, la ville et le département, commencent en 1847 et s'achèvent en 1855, avec l'inauguration de l'édifice. À partir de 1856, Jean-Baptiste Martenot dirige des travaux d'aménagement successifs de l'édifice (couverture vitrée de la cour intérieure en 1860). Un amphithéâtre est construit pour la faculté de droit en 1881, puis en 1888 une salle de conférence est aménagée pour la faculté de lettres.
L'exiguïté des locaux et le danger de la cohabitation des différents laboratoires et de collections entreposées sous le même toit entraînent la construction de nouveaux bâtiments. La faculté de sciences va se voir dotée d'un nouveau bâtiment qui lui est propre face au palais universitaire. Les travaux commencent en 1888 et s'achèvent en 1895. L'école de médecine suit en 1911 et est inaugurée par le ministre l'instruction publique de l'époque. Les nouveaux bâtiments de l'école, où chaque enseignement dispose de son propre pavillon, occupent les terrains de la Barbotière, entre la rue Dupont-des-Loges, le boulevard Laennec et la Vilaine. Les facultés de droit et de lettres sont elles aussi transférées, dans l'ancien archevêché qui jouxte l'église Saint-Melaine pour la première, et au Grand Séminaire pour la seconde. En 1910, une partie des enseignements de botanique de la faculté des sciences s'installe au côté de la faculté de lettres, avec notamment un jardin de 80 ares équipé de serres. Le lien qui existe entre les différentes facultés n'est alors plus qu'administratif.

#### Projets de création de l'université
Plusieurs projets de constitutions d'universités voient le jour en France au cours du XIXe siècle, et la ville de Rennes est régulièrement citée pour accueillir une telle structure.
Un premier projet voit le jour par l'ordonnance de Pierre-Paul Royer-Collard du 17 février 1815, qui travaille lors de la Première Restauration sous les ordres du ministre l'Untérieur de l'époque, le duc de Montesquiou-Fézensac. Il vise alors à réformer le système universitaire dans son ensemble, en créant 17 universités, chacune dotée de sa propre administration, et prenant le nom de son chef-lieu. Les Cent-Jours et le retour de Napoléon Ier suspendent l'application de cette ordonnance. Une seconde proposition voit le jour au début du gouvernement de Juillet avec un projet de François Guizot, ancien collaborateur de Royer-Collard lors de la rédaction de l'ordonnance du 17 février 1815. Dans un esprit de décentralisation politique, il vise à constituer en dehors de Paris des centres universitaires « complets et suffisamment forts ». Quatre villes sont ainsi proposées pour accueillir ces universités : Toulouse, Montpellier, Strasbourg, et Rennes. L'idée n'est pas appliquée, mais la critique de la concentration à Paris des étudiants est reprise en 1836 par le député de Loire inférieure Paul-François Dubois. En 1840, Victor Cousin, alors ministre de l'instruction publique reprend cette idée d'un nombre réduit d'universités complètes, et propose de commencer à en constituer en commençant par la Bretagne. Il propose d'ouvrir une faculté de médecine et une faculté de sciences à Rennes pour y créer cette université de Bretagne. L'ouverture de la faculté de sciences est approuvée par la chambre, mais l'ouverture de la faculté de médecine est repoussée à la session suivante. Cousin est cependant remplacé entre-temps, et le projet est abandonné.
Le retour de la République en 1870 amène lui aussi son lot de projet de reconstitution d'université, et Rennes est de nouveau concernée par ceux-ci. Paul[Qui ?] présente le 2 décembre 1873 un projet de loi instituant en France cinq universités. Il prévoit de déménager à Nantes les facultés rennaises pour y ouvrir une université. Ce projet est repris par William Henry Waddington, alors ministre de l'instruction publique, qui doit présenter en 1875 un projet concernant l'enseignement supérieur. Rennes y conserve ses facultés, et doit devenir le siège d'une des sept universités projetées. Elle doit par ailleurs récupérer la gestion des facultés de Poitiers, ainsi que celles des différentes écoles de médecine de Nantes, d'Angers, de Limoges, de Tours, et de Poitiers. Le projet n'est pas soumis à la chambre en raison d'une crise parlementaire

#### Oppositions à l'université

##### Rivalités entre Rennes et Nantes
Les élus des villes de Rennes et de Nantes continuent de s'opposer au XIXe au sujet de l'implantation des facultés, puis au sujet de l'université.
La rivalité entre ces deux villes porte ainsi sur la création d'une faculté de médecine à Rennes. Le projet de 1840 du ministre de l'instruction Victor Cousin projette de créer dans cette ville une faculté de sciences, ainsi que d'y transformer l'école de médecine en faculté de médecine. Le projet de création de cette dernière faculté rencontre l'opposition des villes de la région qui disposent elles aussi d'une école de médecine, à commencer par Nantes, et qui voient dans ce projet un risque pour leurs propres écoles. Paul-François Dubois, membre du conseil royal de l'instruction publique et député de Loire-inférieure, dirige à la chambre l'opposition à ce projet. Il parvient à faire repousser plusieurs fois le vote instituant cette faculté, et le ministre est alors contraint de repousser sa création à la session parlementaire suivante. Le projet est abandonné lorsque Cousin est remplacé au ministère.
La ville de Nantes tente aussi de récupérer à son profit les facultés présentes à Rennes lorsque des projets de constitution d'universités complètes sont ébauchés. Paul-François Dubois, qui défend par ailleurs le principe des universités complètes contre celui des facultés isolées, en profite pour essayer d'obtenir ainsi le transfert des facultés à Rennes. Plus tard, Paul Bert prévoit dans un projet de loi du 2 décembre 1873 de supprimer les facultés présentes à Rennes pour ouvrir à Nantes une université.

##### Oppositions de l'Église
L'Église s'oppose elle aussi à l'université à Rennes. À partir des années 1840 et de l'arrivée à Rennes comme évêque de Mgr Godefroy Brossay Saint-Marc, elle applique une double stratégie pour contrarier le développement des facultés, en ouvrant des établissements d'enseignement face à l'université, et en agissant au sein du corps enseignant pour favoriser les personnes favorables à l'influence de l'Église dans celle-ci.
Le recteur Louis-Antoine Dufilhol se plaint à plusieurs reprises à l'époque de l'espionnage qu'effectue à Rennes l'évêque légitimiste via le proviseur du Collège royal, et via Varrin, le doyen de la faculté de lettres. Mgr Godefroy Brossay Saint-Marc tente une première fois sans succès, et avec le relais de certains titres de presse locale, de placer en 1842 un professeur favorable aux doctrines de l'Église en remplacement du professeur Zévort. Il parvient cependant à faire nommer en 1844 le professeur Martin comme doyen de la faculté de lettres à la suite de Varrin. Le recteur Dufilhol est lui remplacé en 1847 à la suite des interventions répétées de l'Église auprès du ministre et maître de l'université Narcisse-Achille de Salvandy.
Les établissements d'enseignement catholique mettent aussi en place des « cercles des études » qui agissent comme des classes préparatoires, et qui entrent en concurrence avec les enseignements dispensés par des professeurs des facultés au Collège royal. À ceci s'ajoute la mise en place de pensions dont les prix élevés sont fixés pour attirer les enfants de familles influentes.

### L'université auXXesiècle

#### L'université dans l'entre-deux-guerres

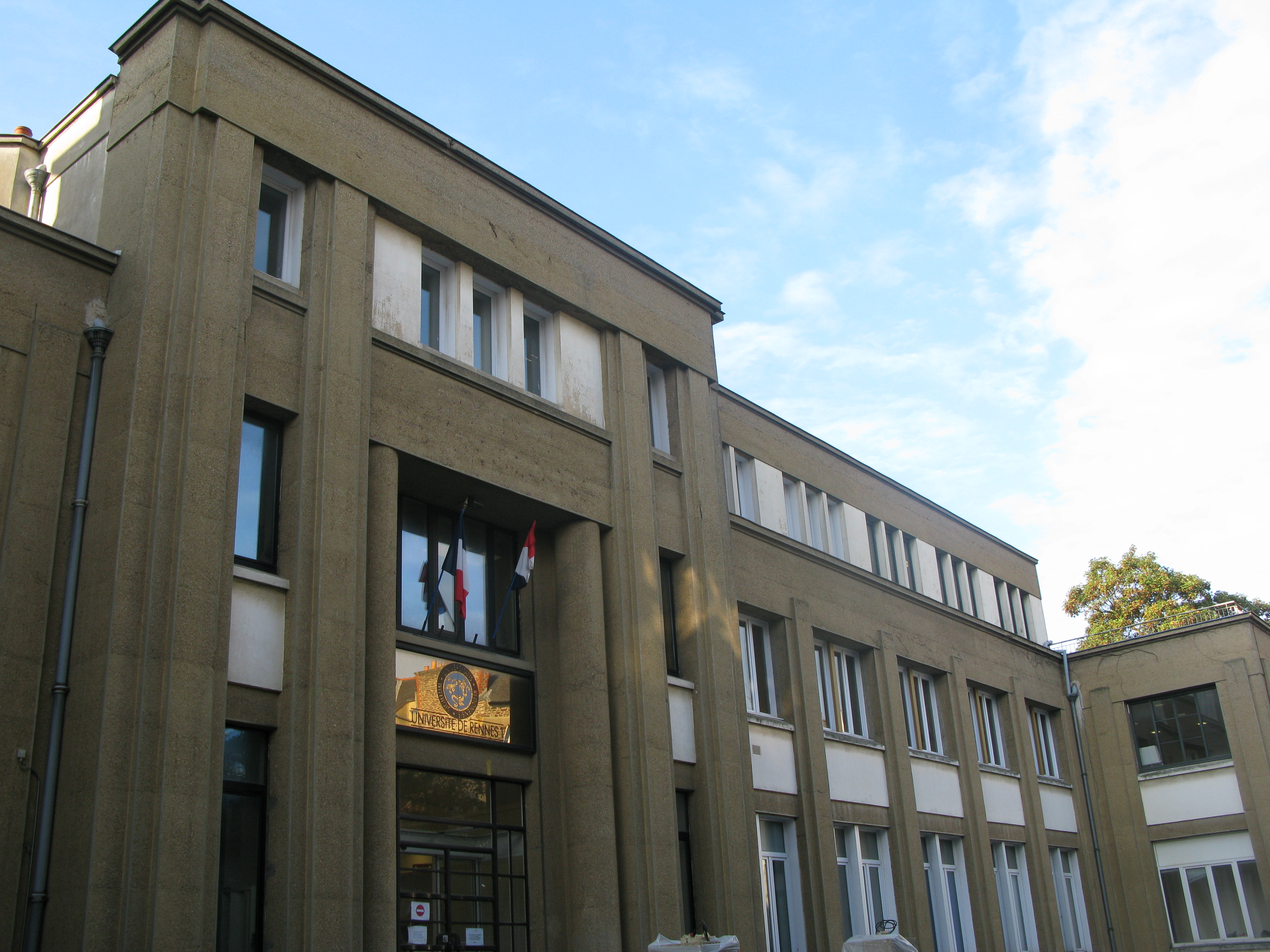
Bâtiment de l'institut de géologie.

L'université se dote d'un institut de géologie dans les années 1930 afin d'héberger ses collections. Yves Milon, futur maire de Rennes et qui occupe alors la chaire de géologie, présente en 1932 le projet au recteur Georges Davy. Les travaux commencent le 27 juin 1935. Le 28 octobre 1937 le bâtiment est investi, mais n'est inauguré officiellement qu'après-guerre le 15 mai 1947 par Marcel-Edmond Naegelen, ministre de l'Éducation nationale. Le projet d'un institut de botanique voit aussi le jour en 1939 entre l'institut de géologie et le jardin du Thabor, mais ne sera pas réalisé. En 1939, les étudiants sont 3 651.
Avec le déclenchement de la Seconde Guerre mondiale, puis l'arrivée des troupes allemandes dans la ville, les activités de l'université sont perturbées. Les locaux de la faculté de droit sont réquisitionnés par l'occupant, et les étudiants doivent suivre leurs cours dans le musée ou dans des salles de l'école de médecine. Le palais universitaire qui abritait certaines des collections dans le cadre du muséum est endommagé pendant la nuit du 3 au 4 août 1944, et celles-ci sont alors dispersées. Les locaux de l'école de médecine sont eux aussi partiellement détruits par des bombardements en 1944, et ne ont reconstruit qu'à partir des années 1950.
Des logements pour les étudiants sont aussi construits. Le recteur de l'académie fait appel en 1928 aux départements de l'académie pour financer ce projet à Rennes, mais certains d'entre eux disposent déjà d'établissements d'enseignements supérieur sur leurs sols, comme Angers avec l'Université catholique de l'Ouest ou Nantes avec des extensions de l'université, et d'autres départements comme le Morbihan et le Finistère ont déjà participé au financement de la cité universitaire de Paris. Le 4 octobre 1931 a lieu la cérémonie de pose de la première pierre d'une maison des étudiantes. Les étudiantes étaient minoritaires dans les facultés et écoles rennaises, à l'exception de la faculté de lettres où elles représentent près de 50 % des effectifs à l'époque. Un logement pour les étudiants masculins est aussi construit en même temps. Les mosaïques dans ces deux bâtiments sont signées par Isidore Odorico,.
L'université se développe aussi à Nantes où elle ouvre ou annexe des extensions. En 1922, l'université récupère la charge de l'Institut polytechnique de l'Ouest, une école d'ingénieurs ouverte quelques années plus tôt par la municipalité nantaise. La même année les facultés rennaises ouvrent deux instituts, un institut de sciences naturelles rattaché à la faculté des sciences, et un institut des lettres rattaché à la faculté des lettres. Ceux-ci avaient la charge des enseignements de propédeutique, les enseignements en vue de l'obtention de diplômes devant être finalisés à Rennes, ou de la préparation de concours comme celui d'entrée à l'École normale supérieure.

#### L'université dans l'après-guerre
L'après-guerre est marqué par le développement de plusieurs structures au sein de l'université. En 1945, le rapprochement de la faculté des sciences et de l'Institut polytechnique de l'Ouest (IPO) donne naissance à l'Institut de chimie de l'Université de Rennes (ICUR). En 1954, l'école de médecine et pharmacie devient la Faculté de médecine et intègre l'université. L'année suivante est créé par Jane Aubert-Krier l'Institut d'administration des entreprises. Jusqu'en 1969, l'Université de Rennes comprend donc quatre facultés : droit, lettres, sciences, médecine.
1961 voit les 500 ans de l'université. Des festivités sont organisées à Nantes le 15 juin et à Rennes le 16 juin. Le ministre de l'Éducation nationale Lucien Paye fait le déplacement dans ces deux villes pour cette occasion. À Rennes, il rencontre le maire de l'époque, Henri Fréville. Treize universités françaises, et quatre universités étrangères (Aberdeen, Bâle, Exeter et Louvain) envoient des adresses pour l'occasion.
La hausse du nombre d'étudiants est rapide. En 1948 la population est de 5 638 étudiants, en 1949 de 5 982 étudiants, en 1958 de 9 950 étudiants. La barre des 10 000 étudiants est franchie en 1959. En 1965, ce nombre se situe autour des 19 000 étudiants. Cette situation va forcer l'université à s'adapter et à trouver des solutions à Rennes et dans d'autres villes.

##### Essor des nouveaux campus rennais

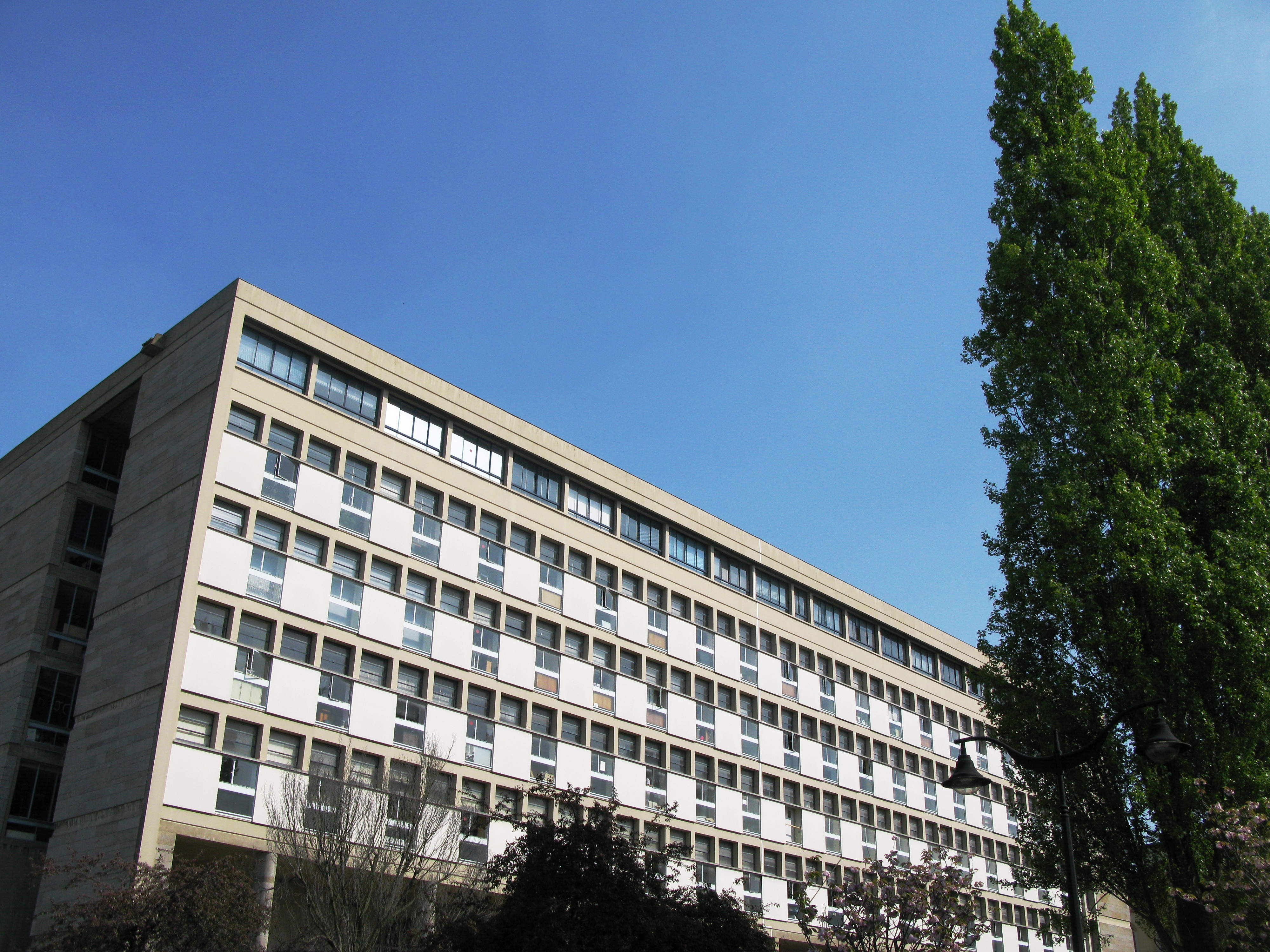
Bâtiments de la faculté de droit construits à partir de 1961.

Dès la Libération, le recteur de l’académie de Rennes envisage de rassembler les trois facultés rennaises et l’école de médecine et pharmacie sur un même site, au lieu-dit Villejean. En 1950, lorsque la municipalité commence l’aménagement du quartier de Villejean, elle le conçoit comme un quartier réservé au développement universitaire. La hausse du nombre d’étudiants à cette époque impose le déménagement d'une partie des bâtiments du centre-ville de Rennes.
Les premières extensions ont lieu dans le centre-ville. La faculté de droit est la première à obtenir de nouveaux locaux. Ceux-ci restent dans le périmètre du centre-ville de Rennes. Un premier avant-projet est proposé en 1952. Après plusieurs modifications, le projet final est adopté en 1956. Le bâtiment est signé par les architectes Louis Arretche et Raymond Cornon, inspirés par les travaux de Le Corbusier. Les constructions débutent en 1961 et s'achèvent en 1963. La bibliothèque universitaire bénéficie elle d'une extension. Celle-ci partage à l'époque les locaux de la faculté de lettres. Les plans d'agrandissements sont approuvés le 6 mai 1952, mais le permis de construire n'est délivré que le 16 février 1955. Elle est construite dans le prolongement de l'ancien séminaire. L'ancienne chapelle du bâtiment est aménagée en salle de catalogue, tandis que les autres composantes sont construites ex nihilo. Une première partie des nouveaux locaux sont mis à disposition en 1958, avant que l'ensemble soit achevé en 1960. L'inauguration a lieu le 18 mars 1961 en présence du recteur d'académie Henri Le Moal et d'Henri Fréville, alors maire de Rennes.

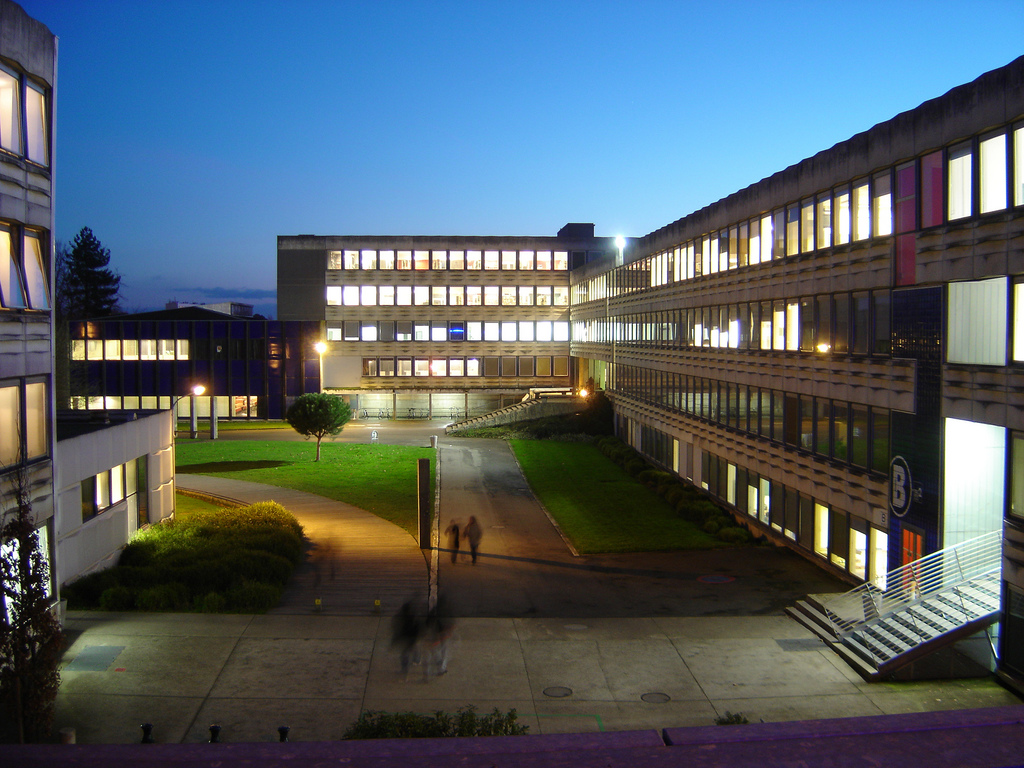
Bâtiments de la faculté de lettres sur le campus de Villejean.

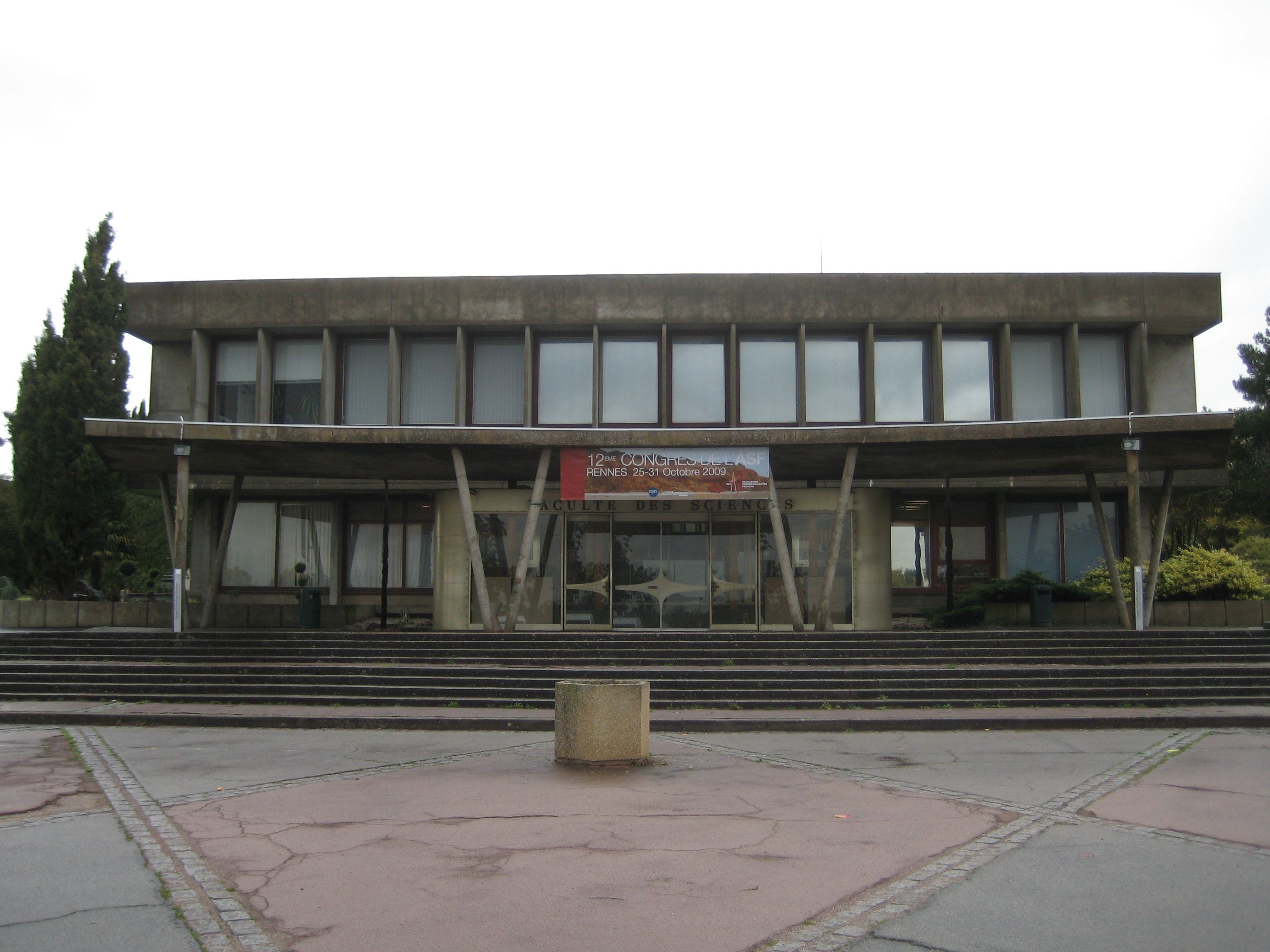
Le bâtiment de la scolarité de la faculté de sciences sur le Campus de Beaulieu.

Les travaux pour le nouveau campus de Villejean sont annoncés en 1961 pour la partie concernant la faculté de lettres. Ils commencent effectivement en 1963. Le complexe universitaire est conçu selon l’organisation des études à l’époque : la première année est commune et la spécialisation se fait les années suivantes. Un long bâtiment est donc prévu pour accueillir les étudiants de première année, alors que d’autres plus petits sont censés accueillir ces mêmes étudiants une fois la première année passée. Entre l’annonce du nouveau campus en 1961 et l’inauguration en 1969, les étudiants de la faculté de lettres passent de 2 400 à 6 613. En 1967, les étudiants de la faculté de lettres font leur première rentrée dans un campus encore en chantier. Les observateurs d’alors sont élogieux pour le nouveau campus « L’édifice central est allongé interminablement. L’effet est singulier de ces mille fenêtres au cadre bleu foncé. En réalité, les murs ne sont que fenêtres. Cette faculté sera une maison de verre. ». Une nouvelle bibliothèque universitaire destinée spécifiquement à la faculté de lettres est aussi mise en chantier. Celle-ci est composée de deux bâtiments juxtaposées, reliés entre eux par une cheville de jonction utilisés par une salle de catalogues. Les travaux commencent le 1er septembre 1965 et s'achèvent en septembre 1967. La mise en service est faite en septembre 1968 pour la première tranche, et en juin 1970 pour la seconde. L'ensemble est ouvert au public le 1er septembre 1970. Pour la partie du campus consacrée à la faculté de médecine, le chantier est inauguré le 28 septembre 1964. La rentrée des étudiants se fait pendant les évènements de mai 68. Une bibliothèque universitaire destinée spécifiquement à la faculté de médecine est aussi construite en deux tranches. La première est ouverte en 1968 et la seconde en 1973. Cette proximité des enseignements de médecine et de littérature a été inspirée par les travaux d'Albert Burloud.
Les travaux commencent à la même époque pour le campus de Beaulieu. Le projet est lancé dès 1958 par le doyen de la faculté des sciences de l'époque, Henri Le Moal, et par le maire de Rennes, Henri Fréville. Le nombre d'étudiants était de 2 300 en 1955, mais le pic du baby boom était prévu pour l'enseignement supérieur pour le milieu de la décennie suivante. Louis Arretche est désigné comme architecte pour ce campus comme pour celui de Villejean. La cérémonie de pose de la première pierre a lieu le 25 octobre 1963. Le campus ouvre en 1965, mais l'occupation de celui-ci se fait par tranches successives jusqu'en 1970. Une bibliothèque universitaire dédiée est là encore construite. Les travaux commencent le 1er septembre 1965 et s'achèvent le 12 juillet 1967. Le déménagement des fonds a lieu les mois suivants, ce qui permet à l'établissement d'ouvrir pour la rentrée 1967.

##### Développement en dehors de Rennes
L'université doit aussi développer de nouveaux sites universitaires en Bretagne et en Pays de la Loire pour faire face à l'augmentation du nombre d'étudiants. Il s'agit avant tout de collèges universitaires, destinés à l'enseignement de premier cycle, certains devant servir de base pour la mise en place à terme d'universités nouvelles.
| • Rennes • Nantes • Brest • Angers |

À Nantes, plusieurs structures vont être ouvertes par l'Université de Rennes. Aux instituts ouverts avant guerre s'ajoute un institut dépendant de la faculté de droit de Rennes, créé à partir de l'école de droit municipal, par un décret du 30 mai 1947. La même année, l'institut de lettres compte 200 étudiants, contre 80 en 1939, et celui de droit 162. La construction d'une nouvelle université s'amorce en 1956. L'Université de Nantes ouvre en 1961 à partir d’éléments soit sous tutelle de l’Université de Rennes, soit d’anciennes institutions municipales. La faculté de lettres de Nantes reste une annexe de la faculté de lettres de Rennes jusqu'en 1964, et la faculté de droit de Nantes une annexe de celle de Rennes jusqu'en 1967,.
À Angers, où comme à Nantes l'université avait été fermée à la Révolution française, s'ouvrent aussi en 1958 un centre d’enseignement supérieur scientifique qui est placé dans un premier temps sous la tutelle de l'Université de Rennes. Il passera sous la tutelle de l'Université de Nantes lors de l'ouverture de celle-ci, Nantes étant devenu le centre d'une nouvelle académie dans les Pays de la Loire. Cependant, la présence de l'Université catholique de l'Ouest depuis 1875 dans cette même ville limite dans un premier temps le soutien de la municipalité à ce nouvel établissement.
Brest va aussi voir s'ouvrir plusieurs annexes. Deux collèges universitaires chargés de la propédeutique ouvrent ainsi en 1959 et en 1960, le premier scientifique et le second littéraire. Ceux-ci sont rejoints en 1966 par une école de médecine, et en 1967 par un institut municipal de droit. L'embryon d'une nouvelle université, alors traditionnellement structurée en quatre facultés (droit, lettres, médecine, et sciences), est ainsi mis en place. Ces composantes sont rejointes en 1968 par l'Institut universitaire de technologie de Brest et en 1970 par l'Institut universitaire de technologie de Quimper.
Enfin, l'université met aussi en place un service d'enseignement à distance à partir de 1964 sous la tutelle de la faculté de lettres. Il concerne à l'origine une centaine de personnes réparties dans trois disciplines (anglais, histoire, et lettres). Il est situé place Hoche dans les locaux de la faculté, et assure son enseignement par la diffusion plusieurs soirs par semaine par tranches de deux heures de cours enregistrés dans les studios de Radio-Bretagne, avenue Janvier.

#### 1969, la scission de l'Université de Rennes
Les évènements de mai 68 remettent en cause l’ancienne organisation de l’université en France et les différents facultés doivent revoir leur organisation. À Rennes, les évènements ont affecté les relations entre les différentes facultés. Le nombre important d'étudiants, ainsi que le refus catégorique de certains des représentants enseignants et étudiants de cohabiter de la même institution, et ce malgré les tentatives de conciliation des plus modérés, rend la scission de l'Université de Rennes en plusieurs entités obligatoire.
Au vu de la répartition des campus dans trois quartiers de la ville, l'hypothèse de la création de trois universités est évoquée, avant d'être repoussée par le ministère, faute d'effectifs suffisants. Plusieurs autres découpages sont alors étudiés : les historiens de la faculté de lettres réunis avec les spécialistes du droit et de l'économie de la faculté de droit, les géographes de la faculté de lettres avec les géologues de la faculté des sciences, ou encore les philosophes de la faculté de lettres rattachés aux composantes de la faculté des sciences. Seule cette dernière option est appliquée, la section de philosophie décidant de son rattachement à l'Université de Rennes 1, en raison de l'influence de l'un[Qui ?] des enseignants. Bien que ce dernier fût nommé quelques années plus tard à l'Université de Paris V, la composante de philosophie restera rattachée à l'Université de Rennes 1.
La scission a lieu en 1969. L'Université de Rennes 1 comporte les trois facultés : de droit, de sciences, et de médecine, ainsi que les enseignements de philosophie prélevés à la faculté de lettres. Les enseignements de médecine partagent avec Rennes 2 le campus de Villejean, voisin du plus grand complexe hospitalier de Bretagne : le CHR de Pontchaillou. Au centre-ville, à proximité de la place Hoche, ne restent donc plus dans le campus du centre que les enseignements de droit et de sciences économiques. À l'est de la ville, sur le campus de Beaulieu, restent les enseignements de sciences et de philosophie. Les enseignements issus de la faculté de lettres, à l'exception de la philosophie, restent sur le campus de Villejean.
L'Université de Rennes 2 prend de plus le nom d' « Université de Haute-Bretagne ». L'Université de Rennes 1 continue à utiliser jusqu'en 1984 le nom de l'Université de Rennes, date à laquelle elle est obligée par décision ministérielle de prendre le nom d'« Université de Rennes 1 ».

### L'université auXXIesiècle

#### Réflexions autour d'une fusion des universités Rennes 1 et Rennes 2
Pendant les années 2000, la question de la fusion des deux universités de Rennes 1 et de Rennes 2 a été posée par plusieurs acteurs de la vie politique et académique rennaise. Cette question n'est pas propre à Rennes, et plusieurs universités comme celles de Strasbourg ont fusionné ou entamé un processus similaire pendant cette période, comme celles de Montpellier ou d'Aix-Marseille. Bertrand Fortin et François Mouret, respectivement anciens présidents de Rennes 1 et Rennes 2, se sont montrés partisans d'une réunification, resserrant les liens et cultivant les partenariats pendant leurs mandats. Les présidents suivant ont montré des opinions divergentes, les présidents de Rennes 2 Marc Gontard puis Jean-Émile Gombert étant favorables à la fusion, à l'opposé de Guy Cathelineau, président de Rennes 1. L'idée est de nouveau soutenu par Bertrand Fortin à la fin de son mandat de président de l'UEB. L'idée est aussi partagé par certains politiques comme André Lespagnol, ancien président de Rennes 2 et qui, pendant son mandat de vice-président au Conseil régional de Bretagne chargé aux questions d'enseignement, dit voir dans la scission de l'université de Rennes un « accident de l'histoire », ou comme Edmond Hervé, ancien maire de Rennes, qui appelle en 2010 à une fusion des universités.

#### De 2007 à 2016, union au sein de l'Université européenne de Bretagne
Entre 2007 et 2016, les universités bretonnes et des écoles de la région se sont associées dans le cadre d'un PRES afin de mettre en commun certains aspects de leurs activités. Cette association portait le nom d'Université européenne de Bretagne (UEB). Un des aspects de cette association a été la signature commune de la recherche. Ainsi les publications ont été signées sous le nom de l'UEB, tout comme les doctorats délivrés.
Une éventuelle fusion reste d'actualité, en particulier dans le cadre des projets NCU Nouveaux Cursus Universitaires et en particulier dans le projet transverse du Cursus IDÉ@L (pour Innover, Développer, Étudier, Agir et (se) Lancer) qui fédère l’Université de Rennes 1, l’Université de Rennes 2 et les établissements d'enseignement supérieur de Rennes : Agrocampus Ouest, CentraleSupélec Rennes, EHESP (École des Hautes Études en Santé Publique), ENSAI (École Nationale de la Statistique et de l'Analyse de l'Information), ENSCR (École Nationale Supérieure de Chimie de Rennes), l'École normale supérieure de Rennes, INSA Rennes (Institut National des Sciences Appliquées), Sciences Po Rennes ainsi que des établissements majeurs du site rennais comme le CHU de Rennes, des collectivités locales comme Rennes Métropole, Région Bretagne et des entreprises fortement ancrées localement comme Orange (entreprise).

#### De 2017 à 2023, refondation de l'Université de Rennes
En 2017, sept établissements rennais d'enseignement supérieur, l'université de Rennes 1, l'université de Rennes 2, l'École des hautes études en santé publique (EHESP), l'École normale supérieure de Rennes (ENS), l'École nationale supérieure de chimie de Rennes (ENC), l'Institut national des sciences appliquées de Rennes (INSA) et Sciences Po Rennes se sont engagés avec le « projet Université de Rennes » ou « Unir » à mettre en place un regroupement d'établissements d'enseignement supérieur territorial pour « gagner en attractivité », avec finalité « la création d'une grande université de recherche et de formation reconnue internationalement »,.
En 2018, 10 établissements d'enseignement supérieur du site de Rennes dont les 7 membres de la future Université de Rennes accompagnés de Agrocampus Ouest (devenu en 2020 Institut agro Rennes-Angers), l'École nationale de la statistique et de l'analyse de l'information (ENSAI) et CentraleSupélec Rennes répondent à l'appel à projets Nouveaux Cursus à l'Université (NCU) avec le projet Cursus IDE@L  du programme d’investissements d’avenir (PIA 3). Premier projet de cette  envergure à la fois par le nombre des établissements concernés (10), par le nombre d'étudiants(es) visé et par le montant obtenu, Cursus IDE@L, porté par Université de Rennes 1, est fédérateur de la démarche engagée pour la création de "Université de Rennes".
En 2019, les membres du projet Université de Rennes répondent à l'appel à projets d'écoles universitaires de recherche (EUR) du programme d’investissements d’avenir (PIA 3). Il en résulte la création de trois écoles universitaires de recherche au sein du projet Université de Rennes :
- « CyberSchool », école universitaire de recherche en cybersécurité de Rennes, porté par l'université de Rennes 1 ;
- « Digisport Graduate School », école universitaire de recherche dans le domaine des sciences du sport, porté par l'université de Rennes 2 ;
- l'école universitaire de recherche dans le domaine de la création et de l'espace public, porté par l'université de Rennes 2.

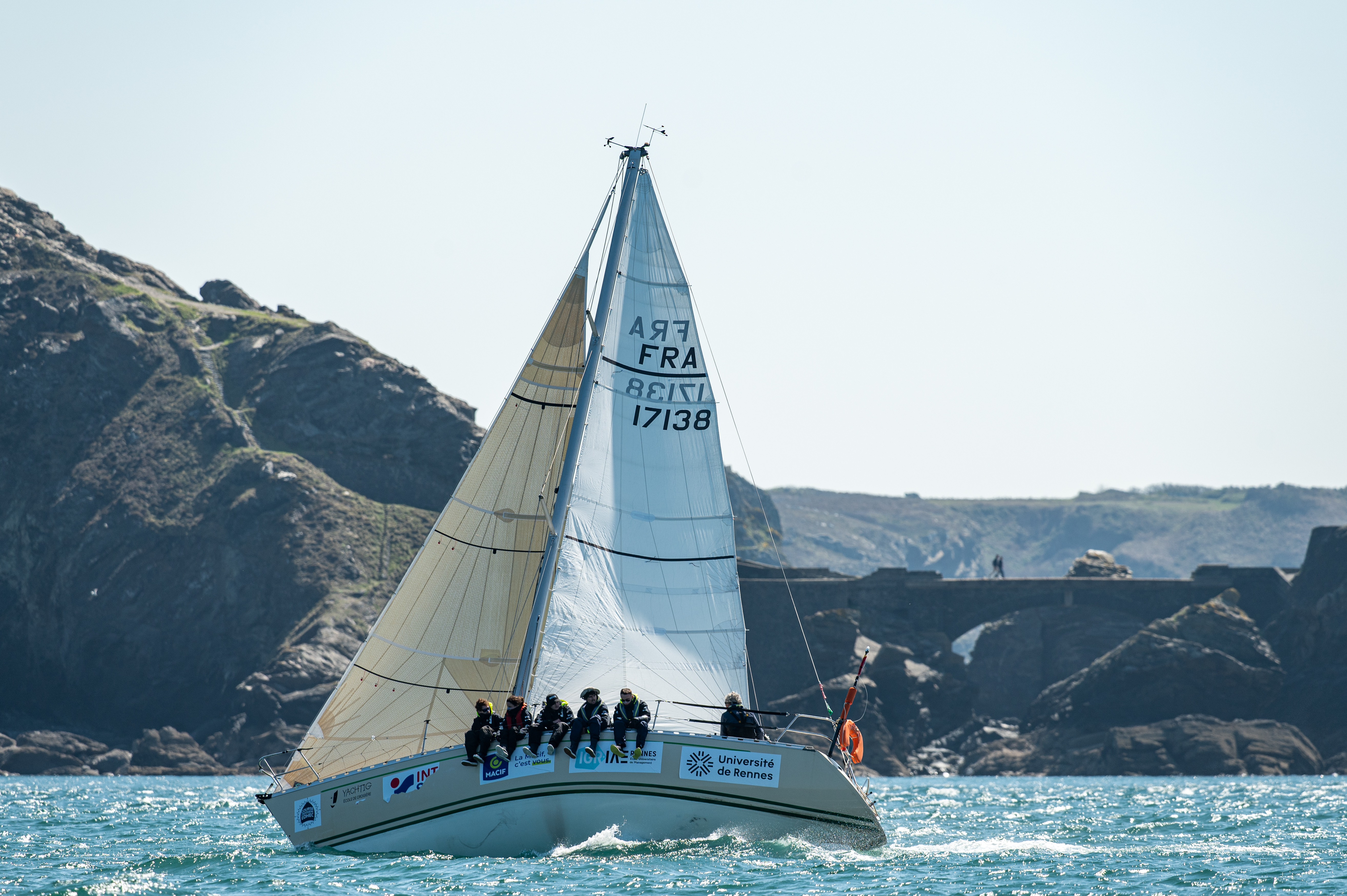
L'équipage participant en 2023, sous le nom du nouvel établissement public expérimental "Université de Rennes" à la de la Course Croisière EDHEC à Brest.

En septembre 2020, les établissements membres du projet Université de Rennes créent un conseil d’appui scientifique et sanitaire sous l’impulsion de l’École des hautes études en santé publique (EHESP) dans le contexte de pandémie de Covid-19.
Le 24 novembre 2022, le décret portant création de l'université de Rennes et intégration de l'École des hautes études en santé publique, l'École nationale supérieure de chimie de Rennes, l'École normale supérieure de Rennes, l'Institut d'études politiques de Rennes et l'Institut national des sciences appliquées de Rennes en tant qu'établissements-composantes est publié au Journal officiel pour une entrée en vigueur le 1er janvier 2023. Ce nouvel établissement public expérimental (EPE) intègre également l'université Rennes-2 et le centre hospitalier universitaire de Rennes en tant que membres associés.

## Organisation et fonctionnement

### Gouvernance
L'université, et avant elle les facultés, connaît plusieurs évolutions concernant sa gestion. Comme les autres universités françaises, elle est soumise à l'État qui décide de son mode de fonctionnement, et fixe son budget et ses orientations en matière d'enseignement et de recherche.

#### Ancien Régime
« Revêtus de leurs robes et chaperons rouges hermines, précédés des quatre bedeaux, l'un d'eux portant la masse, Messieurs [les professeurs] ont passé par le cloître et se sont rendus dans le chœur, au soudes cloches et les orgues touchées. M. le Doyen a occupé la première stalle du côté de l'épitre : MM. les Professeurs et Docteurs agrégés d'un et d'autre côté suivant leur ordre de réception. La messe a été célébrée. A l'Évangile, le diacre a porté le livre à baiser à M. le Doyen qui a été encensé trois fois. ».
Procès-verbal de la messe de la St-Yves 1790 à l'église des Cordeliers
Les facultés de droit sont transférées à Rennes en conservant les droits et privilèges dont elles jouissent à Nantes, ainsi que leurs effectifs d'enseignants. Elles procèdent aux examens de ses étudiants, à l'admission de ses docteurs et de ses agrégés, et aux choix des personnes qu'elle emploie. Ces droits sont régulièrement défendus, y compris à l'encontre de lettres patentes du rois.
Les enseignants comme les étudiants disposent de droits particuliers dans la ville, reconnus par le Parlement ou par le roi. Le corps des enseignants, professeurs et agrégés, disposent de privilèges (présence annuelle des enseignants à une messe lors de la Saint-Yves, élection de deux délégués en vue de l'élection des députés pour les états généraux de 1789…). Les salaires des professeurs de droit s'élève en 1789 de 75 à 120 livres de fixe et 3 000 livres de casuel, et celui des agrégés à 1 200 livres de casuel, sans fixe. La discipline à laquelle sont soumis les étudiants pendant leurs études, tant dans la faculté que dans la ville, est fixées par le Parlement de Bretagne, mais ils disposent par ailleurs de droits propres, garantis par le roi,.
Lorsque la faculté rouvre à l'époque napoléonienne, le nombre de enseignants nommés ainsi que leurs grades, de même que les matières enseignées deviennent fixées au niveau national.

#### Époque contemporaine

##### Budget
Les frais d'inscriptions des étudiants sont harmonisés au niveau national en 1854, ainsi que leurs modalités de paiement. Ceux-ci s'élèvent ainsi pour la faculté de lettres à 192 francs en 1839, à 11 francs en 1850, à 9 210 francs en 1870, ou à 510 francs en 1890. Un décret de 1880 instaure la gratuité, mais celui-ci est annulé par un autre décret 1887 qui y substitue un système de bourses, de gratuité pour les répétiteurs et maîtres d'études, ainsi que pour un dixième des étudiants. Des droits de bibliothèques sont eux fixés en 1873.
Les recettes des facultés évoluent aussi au XIXe siècle. Concernant la faculté des sciences, les droits perçus entre 1840 et 1852 atteignent rarement les 200 francs par an et par étudiants, alors que le nombre bacheliers reste inférieur à 50. Celui-ci augmente rapidement en 1853 à la suite d'un changement de régime scolaire, et la somme collectée par ce biais passe de 3 000 francs par an en moyenne à 34 000 francs en 1853. Cette somme descend en quatre ans à quelque 18 000 francs, avant de remonter peu à peu à 30 000 francs par an, somme dépassée en 1891. La mise en place en 1894 d'un certificat PCN, puis des certificats d'études supérieurs, permettent d'augmenter les recettes de la faculté jusqu'à 46 000 francs en 1896. À compter du 1er janvier 1898, les droits de perception sont modifiés à la suite de la création de l'université. L'État qui jusque-là encaisse toutes les sommes perçues n'encaisse plus que les droits d'examens et laisse à l'université les recettes venant des inscriptions et des travaux pratiques. En 1899, sur les 45 805 francs perçus par la faculté, 17 565 francs sont ainsi versés aux caisses de l'université, et 28 240 francs sont perçus par l'État.
Les dépenses évoluent de la même manière à cette époque. Les dépenses matérielles tournent autour de 6 000 francs annuels de 1840 à 1850, dont une moitié destinée aux laboratoires, et l'autre moitié répartie équitablement entre les collections et la bibliothèques. Ces deux derniers postes de dépenses sont réduits jusqu'à 350 francs par an de 1850 à 1870, alors que l'allocation aux laboratoires restent stables. Le développement rapide de la faculté à partir de 1870 fait passer les dépenses matérielles à une moyenne de 37 000 francs annuels jusqu'à la fin du XIXe siècle. Les dépenses pour le personnel évoluent elles de 21 600 francs en 1840 à 126 400 francs en 1899. Jusqu'en 1876, date à laquelle les maîtres de conférences sont créés pour les facultés de lettres et de sciences, le traitement des fonctionnaires de la faculté se constitue d'un fixe (4 000 francs pour un titulaire, 2 000 francs pour un chargé de cours) et d'un traitement éventuelle dépendant du nombre d'examens et de candidats.

##### Administration
La transition de la gestion des facultés vers l'université se fait en plusieurs étapes à la fin du XIXe. Les facultés obtiennent en 1885 une personnalité morale, puis en 1890 elle se voient confiées la gestion leurs propres budgets. En 1885, un « conseil des facultés » est créé dans chaque académie. En 1890, un projet de loi est présenté par Léon Bourgeois et qui vise à recréer les universités, celui-ci ne débouche par sur son but initial mais crée un « corps de facultés ». L'université est finalement reconstituée en 1896, et son administration est alors fixée.
L'université a à sa tête un conseil de l'université. Celui-ci est dirigé par un président, qui est de droit le recteur de l'académie, et qui est nommé par l'État. Ce conseil compte par ailleurs un vice-président et un secrétaire, qui sont élus par les membres de celui-ci, et dont seuls ses membres sont éligibles. Chaque faculté envoie dans ce conseil son doyen, ainsi que deux membres élus au sein du conseil de la faculté. L'école de médecine, elle, n'envoie que son directeur et un délégué. L'université dispose par ailleurs d'une personnalité morale.
Les facultés sont elles présidées par un conseil, avec à sa tête un doyen élu pour trois ans renouvelables. Il est composé de tous les professeurs titulaires et des professeurs adjoints, et se charge de la gestion de la faculté pour les affaires de budget, de présentation aux chaires, etc. Une assemblée existe par ailleurs à côté de ce conseil, et qui est composé de tout le personnel enseignant, et que le doyen peut convoquer pour donner un avis consultatif sur une question courante.

#### Depuis 2023
L'université possède plusieurs conseils pour assurer son fonctionnement :
- le conseil d'administration (CA) qui définit la politique générale de l'établissement, vote son budget et prend toutes les décisions importantes en matière de gestion ;
- le conseil scientifique (CS) qui définit la politique de recherche et de valorisation ;
- le conseil des études et de la vie universitaire (CEVU) qui propose les orientations pédagogiques et veille à la qualité de la vie universitaire ;
- diverses commissions (des finances, des statuts, des relations internationales, paritaire d'établissement, d'hygiène et sécurité, culture scientifique et technique, de valorisation).

Toutefois, le 18 décembre 2012, l'université a été placée sous tutelle du rectorat de l'académie de Rennes en raison d'un déficit budgétaire pour les années 2010 et 2011.

### Historique de la gouvernance

#### Recteurs de l'université de Rennes (1810-1969)
21 personnes se sont succédé au titre de recteur des facultés, avec à partir de 1896 le titre de recteur de l'université:
- Abbé Augustin Germe, 1810 - 1817
- Raymond Thamin, 1900 - août 1904
- Abbé Le Priol, 1817 - août 1822
- Charles Laronze, août 1904 - janvier 1911
- Abbé Pierre Charles Toussaint Blanchard, septembre 1822 - août 1830
- Louis Gérard-Varet, février 1911 - décembre 1930
- Pierre Le Grand, septembre 1830 - 1838
- Georges Davy, janvier 1931 - 1938
- Louis-Antoine Dufilhol, janvier 1839 - 1847
- Édouard Galletier, novembre 1938 - avril 1941
- intérim par Lafferière
- Boussagol, juin 1941 - novembre 1941
- Thery, avril 1848 - 1854
- Souriau, décembre 1941 - août 1944
- Mourrier, 1855 - 1860
- Lucien Wolff, août 1944 - août 1946
- Magin, 1861 - 1866
- Colleville, septembre 1946 - février 1947
- Faustino Malaguti, 1866 - 1873
- Paul Henry, mars 1947 - novembre 1960
- Jarry, août 1873 - 1900
- Henri Le Moal, décembre 1960 - 1969

#### Présidents de l'université Rennes-I (1971-2023)
Depuis la création de l’université, neuf présidents se sont succédé à la tête de l’établissement. Le président actuel depuis 2015 de l’université est David Alis.
- 1971-1976 : Claude Champaud[131]
- 1976-1979 : René Dabard
- 1979-1989 : Jean-Pierre Curtes[r 2]
- 1989-1994 : Jean-Claude Hardouin[132]
- 1994-1999 : Jacques Lenfant[133]
- 1999-2003 : Patrick Navatte[134]
- 2003-2008 : Bertrand Fortin
- 2008-2016 : Guy Cathelineau[135]
- 2016-2023 : David Alis

#### Président de l'université de Rennes (2023-)
- Depuis 2023 : David Alis

## Composantes

### Depuis 2023
Conformément au Code de l'éducation qui fixe l’organisation légale des universités publiques en France, l’université de Rennes se découpe en plusieurs composantes. On trouve d’une part quatre collegia et leurs unités de formation et de recherche (UFR), et d’autre part les écoles d'ingénieurs et écoles doctorales.

#### Collegia et unités de formation et de recherche

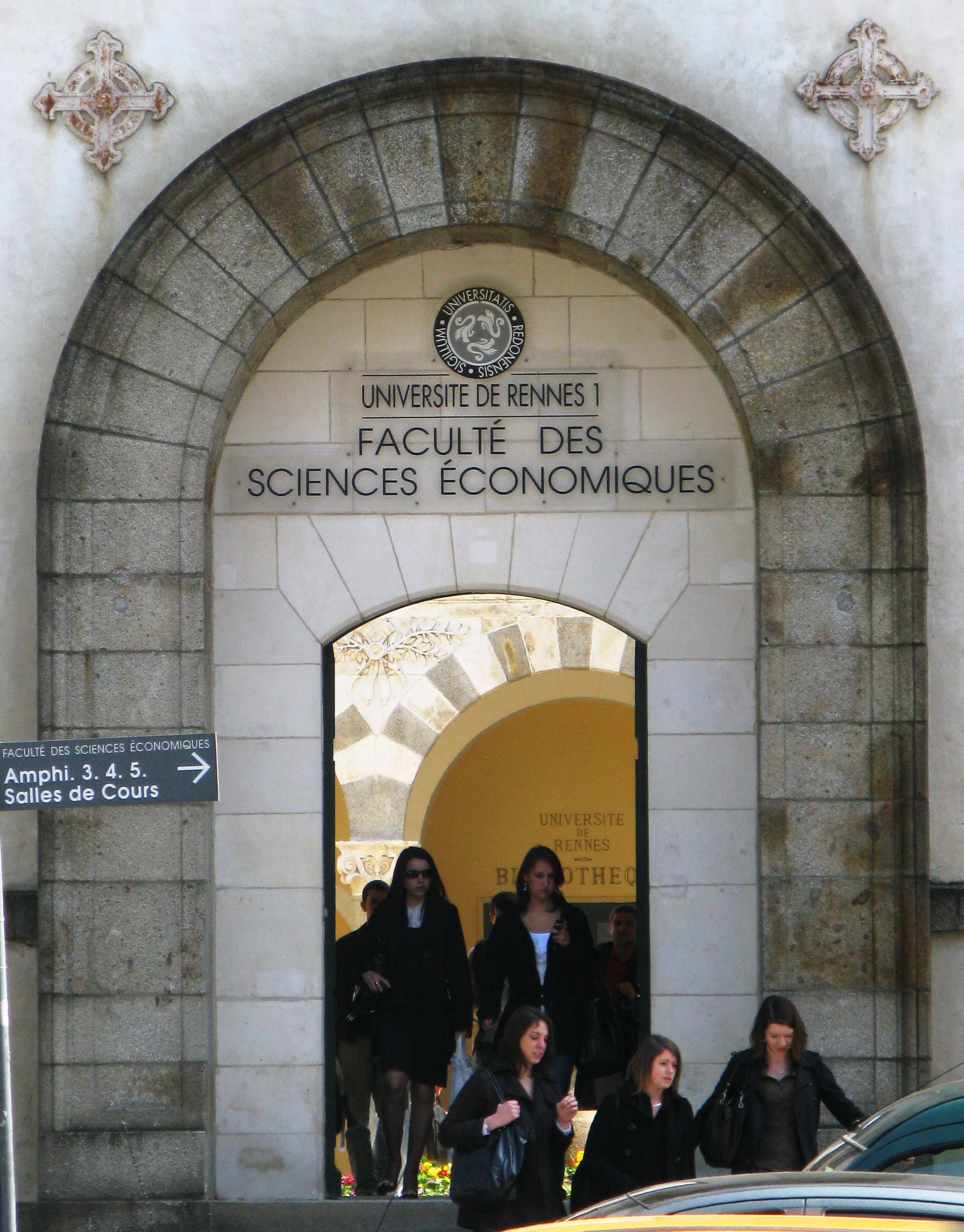
Entrée de la faculté des sciences économiques.

L’université est structurée autour de quatre collegia, eux-mêmes composés de dix unités de formation et de recherche et d'un observatoire (OSUR). Elles ont la charge de la formation des étudiants, mais aussi d’une partie des activités de recherche via des laboratoires de recherche et des instituts. Certains de ces derniers peuvent être communs à d’autres établissements d'enseignement et de recherche. L’accession en premier cycle se fait de droit pour tous les titulaires d’un baccalauréat ou d’un titre équivalent.

##### Collegium Santé
Le Collegium Santé compte trois UFR, toutes situées sur le campus de Villejean :
- l'UFR de médecine qui compte près de 3 500 étudiants (doyen : Florence Lejeune) ;
- l'UFR de pharmacie qui forme environ 1 000 étudiants (doyen : Laurent Vernhet) ;
- l'UFR d'odontologie qui compte près de 500 étudiants (doyenne : Sylvie Jeanne).

##### Collegium Droit – Économie - Gestion - Science politique - Philosophie
Le collegium Doit – Économie - Gestion - Science politique - Philosophie compte trois UFR, réparties entre le campus Centre et le campus de Beaulieu :
- la Faculté de droit et de science politique qui forme près de 5 000 étudiants (doyen : Olivier Serra[137]) ;
- la Faculté des sciences économiques qui forme 2 700 étudiants (doyen : Thierry Pénard) ;
- l'UFR de philosophie qui compte 250 étudiants (directeur : François Calori) ;

Il comprend également :
- l'Institut de gestion de Rennes (IGR), dirigé par Gwénaëlle Poilpot-Rocaboy[138], qui forme près de 1 400 étudiants et qui abrite  le CFJM (Centre franco-japonais de management).
- l'Institut de préparation à l'administration générale (IPAG), dirigé par Hélène Muscat, qui forme environ 150 étudiants.

##### Collegium Sciences
Le collegium Sciences compte quatre UFR, toutes situées sur le campus de Beaulieu :
- l'UFR de mathématiques qui compte 900 étudiants (directeur : Jean-Marie Lion) ;
- l'UFR des sciences et propriétés de la matière qui compte 1 200 étudiants (directrice : Janine Emile) ;
- l'UFR des sciences de la vie et de l'environnement qui compte près de 2 500 étudiants (directrice : Claire Piquet-Pellorce) ;
- l'UFR de l'informatique électronique qui compte 1 800 étudiants (directrice : Sophie Allain-Bailhache).

Depuis 2012, il accueille l'observatoire des sciences de l'univers de Rennes (OSUR). Cette nouvelle composante (qui a le statut d'UFR dérogatoire, école interne) assure une mission de formation dans le domaine des sciences de la terre, de l’écologie et de l’environnement. Structure fédérative de recherche, il pilote les recherches en environnement en associant les principaux laboratoires de cette thématique au sein du pôle scientifique rennais. En tant qu'observatoire des sciences de l’univers du CNRS (INSU), il assure également des missions spécifiques sur l’observation des systèmes planétaires et environnementaux sur le long terme.

##### Collegium Technologie
Le collegium Technologie se compose de quatre instituts universitaires de technologie situés à Rennes et dans d'autres villes bretonnes. Ils forment plus de 3 000 étudiants pour des diplômes de premier cycle universitaire :
- L'IUT de Rennes : 1 765 étudiants, 148 enseignants-chercheurs, 69 personnels BIATSS (directeur : Abdelatif Amrane) ;
- L'IUT de Saint-Malo : 681 étudiants (directeur : Abel Kinie) ;
- L'IUT de Lannion : 850 étudiants (directeur : Arnaud Martin) ;
- L'IUT de Saint-Brieuc : 606 étudiants (directeur : Loïc Jégou).

#### Écoles d'ingénieurs
- L'École nationale supérieure des sciences appliquées et de technologie (ENSSAT) est situé à Lannion dans les Côtes-d'Armor. Elle forme près de 400 étudiants et est dirigée par Marie-Catherine Mouchot.
- L'École supérieure d'ingénieur de Rennes (ESIR) est présente sur le campus de Beaulieu. Elle forme des promotions de 120 étudiants ingénieurs dans les branches de l'informatique, des télécommunications, de l'ingénierie biomédicale, de la domotique et des matériaux fonctionnels. Elle est dirigée par Marylise Buron.

#### Écoles doctorales
L'université de Rennes est co-accréditée pour neuf écoles doctorales placées sous l'égide du Collège doctoral Bretagne et rattachées à l'université Bretagne Loire entre 2017 et 2022 :
- Mathématiques, Télécommunications, Informatique, Signal, Systèmes, Électronique (MATISSE)
- Sciences de la vie et de la santé (SVS)
- Sciences de la matière, des molécules et matériaux (S3M)
- Sciences pour l'ingénieur (SPI.bzh)
- Écologie, géosciences, agronomie, alimentation (EGAAL)
- Espaces, Sociétés, Civilisations (ESC)
- Sciences économiques et sciences de gestion - Bretagne (EDGE Bretagne)
- Droit et science politique - Bretagne (DSP Bretagne)
- Éducation, langages, interactions, cognition, clinique, expertise (ELICCE)

Elles ont la charge du suivi du millier d'étudiants en troisième cycle universitaire, mais aussi de la gestion des habilitations à diriger des recherches. Elles accueillent environ 1 250 doctorants.

#### Fondation de l'université
L’université dispose d'une fondation universitaire, la Fondation Rennes 1. Elle est lancée en avril 2010, avec six membres fondateurs qui participent à hauteur de 100 000 euros par an au budget de celle-ci. Un an plus tard, le nombre de membres fondateurs est de sept, et une quarantaine d'entreprises participent au budget de 2,6 millions d'euros de la fondation.
Elle intervient sur des projets touchant à l'enseignement ou à la recherche. Des forums entreprises ou des festivals étudiants sont financés par ce biais, de même que des semestres de recherches pour les enseignants, des prix pour des thèses, ou la mise en place de chaires de recherche.

### Avant 1969
L'Université de Rennes a comporté un nombre variable de facultés, d'écoles, et d'instituts liés.

#### Facultés

##### Faculté de droit

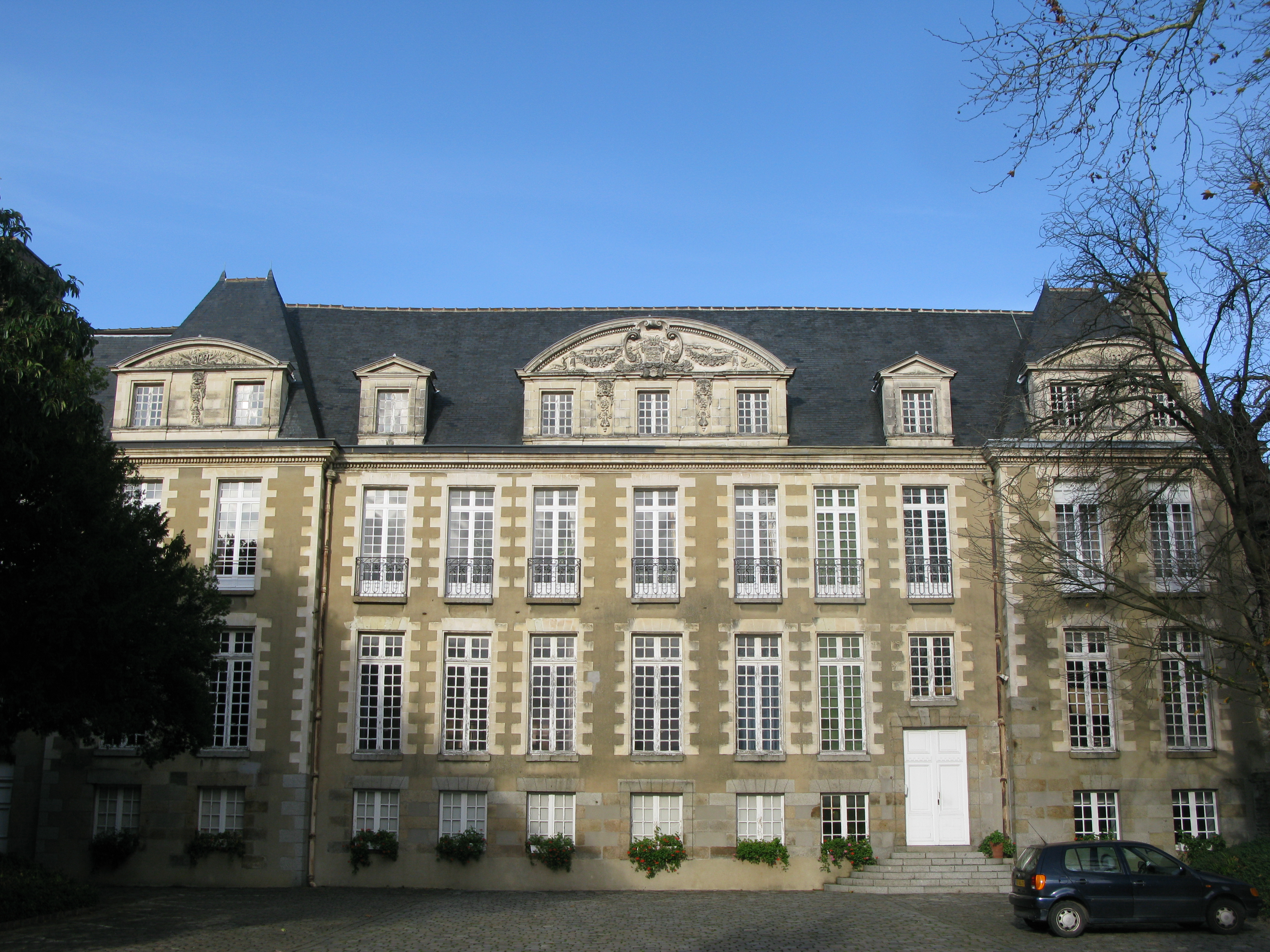
Bâtiments de la faculté de droit pendant la première moitié du XXe siècle.

La faculté de droit est la première faculté créée, en 1460 à Nantes, puis est déménagée à Rennes en 1735. Après une fermeture pendant la période révolutionnaire, elle rouvre en 1802 comme école de droit, puis en 1808 comme faculté. Elle prend en 1957 le nom de « Faculté de droit et de sciences économiques ».
Elle compte cinq professeurs en 1812. La chaire d'économie politique est créée en 1876. À la même date, la faculté comptait aussi des cours complémentaires de « pandecte », de « droit des gens », de « législation industrielle », de « droit civil approfondis », sur les « origines celtiques, romaines, et canonique du droit français », sur les « origines barbare, féodales, et coutumières du droit français », sur « les ordonnances royales avant 1789 », sur le « code de commerce approfondis », et de « législation comparée ». En 1891, la faculté compte dix chaires, trois de droit civil, deux de droit romain, et une pour le droit administratif, le droit commercial, le droit criminel, l'économie politique, et de procédure civile. L'établissement est la première faculté de droit française à accueillir une femme comme titulaire de chaire en 1928.
En 1789, la faculté compte 140 étudiants. En 1812, ce nombre est passé à 150 étudiants. En 1898, ce chiffre est de 1 058 inscrits, dont 399 étudiants en cours d'étude et 710 dont les inscriptions n'étaient pas périmées. En 1939, la faculté compte 721 étudiants.

##### Faculté de lettres

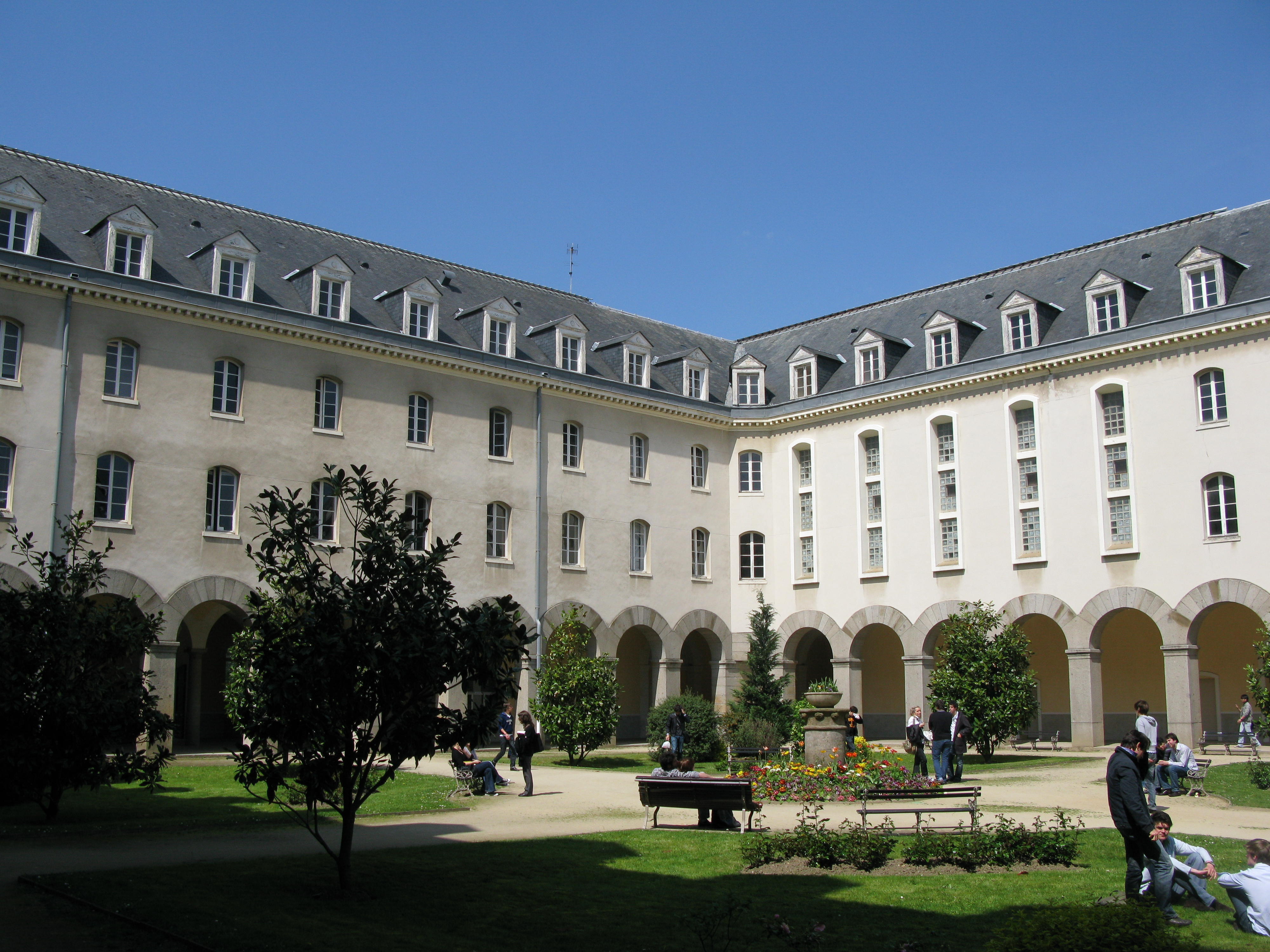
Ancienne faculté des lettres.

La faculté est créée en 1810, mais ferme de 1815 à 1840,. Elle comptait cinq professeurs et un professeur adjoint. Lors de sa réouverture en 1840, elle compte alors cinq chaires (littérature française, littérature ancienne, littérature étrangère, histoire, et philosophie). Les enseignements de psychologie expérimentale commencent en 1891 et un laboratoire de psychologie expérimentale, le premier en France à ouvrir dans le cadre universitaire, ouvre en 1896 sous le nom de « Laboratoire de psychologie et de linguistique expérimentale ». En 1902 est ouvert un laboratoire de géographie, mais fonctionne dans les locaux de la faculté de sciences jusqu'en 1910. La chaire de celtique est créée en 1903. Les enseignements de portugais commencent en 1921, les premiers en France après l'ouverture en 1919 de ceux de l'Université de Paris. Un cours de civilisation et de littérature américaine est inauguré en 1931, les premiers de ce type en Europe,. En 1957, la faculté prend le nom de « Faculté de lettres et de sciences humaines ».
En 1900, la faculté comptait 80 étudiants. En 1939, ils sont 941, en 1961, 2 400, et en 1969, 6 613

##### Faculté de médecine et de sciences pharmaceutiques
L'établissement qui est à l'origine de la faculté de médecine est créé sous le nom de « Société libre d'instruction médicale » en 1800. Il obtient en 1803 sa constitution en « École départementale de médecine ». En 1820, elle devient « École secondaire de médecine » et passe sous le contrôle de l'université. En 1840 elle devient « École préparatoire de médecine et de pharmacie ». La hausse des effectifs, consécutive de la création de la faculté des sciences, est alors rapide. De 1841 à 1847 elle passe de la huitième à la deuxième place des écoles de médecine par nombre d'étudiants. L'école continue son évolution et devient en 1886 une « École préparatoire organisée », et en 1896 une « école de plein exercice ». En 1891, elle compte douze chaires, en anatomie, en physiologie, en hygiène et thérapeutique, en pathologie interne, en clinique interne, en pathologie externe et médecine opératoire, en clinique externe, en clinique obstétricale et gynécologique, en pharmacie et matières médicales, en histoire naturelle, en chimie et toxicologie, et en physique. En 1954 elle devient une faculté mixte de médecine et de pharmacie, avec une inauguration officielle les 8 et 9 décembre 1956.
En 1803, l'école compte entre trente et quarante étudiants, ce chiffre passe à une cinquantaine en 1841. En 1900, l'école comptait environ 300 étudiants. En 1939, ils sont 666.

##### Faculté de sciences

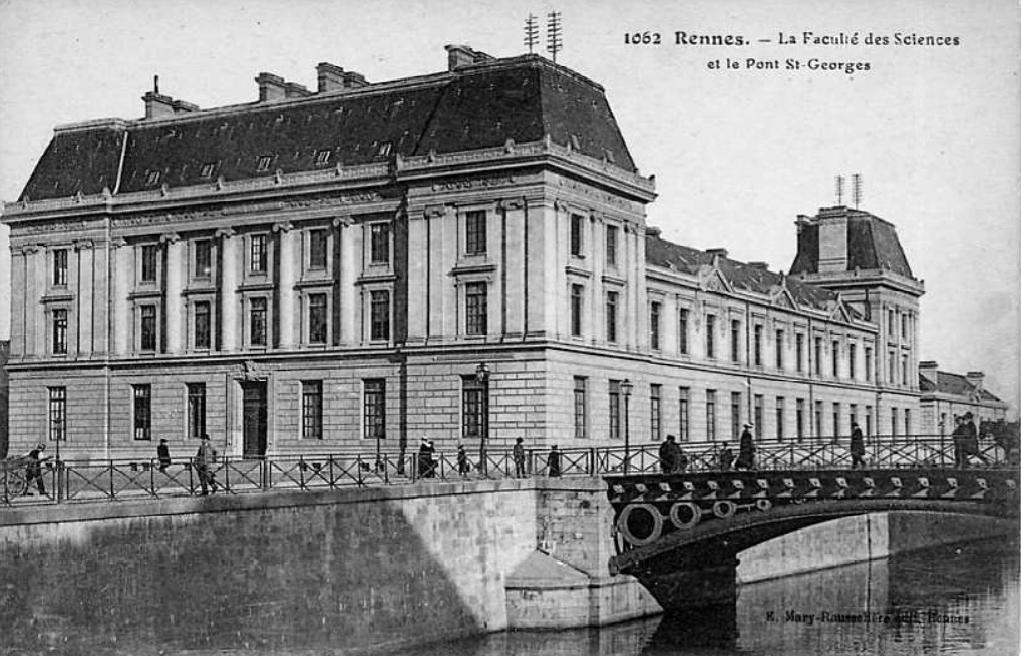
Bâtiments de la faculté des sciences jusqu'à son déménagement sur le campus de Beaulieu.

La faculté de sciences est créée en 1840 et compte alors cinq chaires (mathématiques, physique, chimie, zoologie et botanique, géologie et minéralogie). En 1846, la chaire de mathématiques est dédoublée pour former une chaire de mathématiques pures et une chaire de mathématiques appliquées. En 1878 la chaire de zoologie et de botanique est dédoublée après une première tentative faite en 1875 qui n'avait pas abouti faute de candidat à la chaire de botanique. Une chaire de botanique est donc créée en 1878, la même année que la chaire de zoologie.
La faculté développe des structures consacrées à la recherche à partir des années 1930, avec l'ouverture de l'institut de géologie à Rennes en 1937, avec l'acquisition de l'île Bailleron dans le Morbihan en 1959 pour y établir une station de biologie marine, et avec l'ouverture de la station biologique de Paimpont en 1967.
En 1900, la faculté comptait 116 étudiants. En 1939, ils sont 901. En 1955, ce chiffre est de 2 300.

#### Instituts

##### Institut d'administration des entreprises

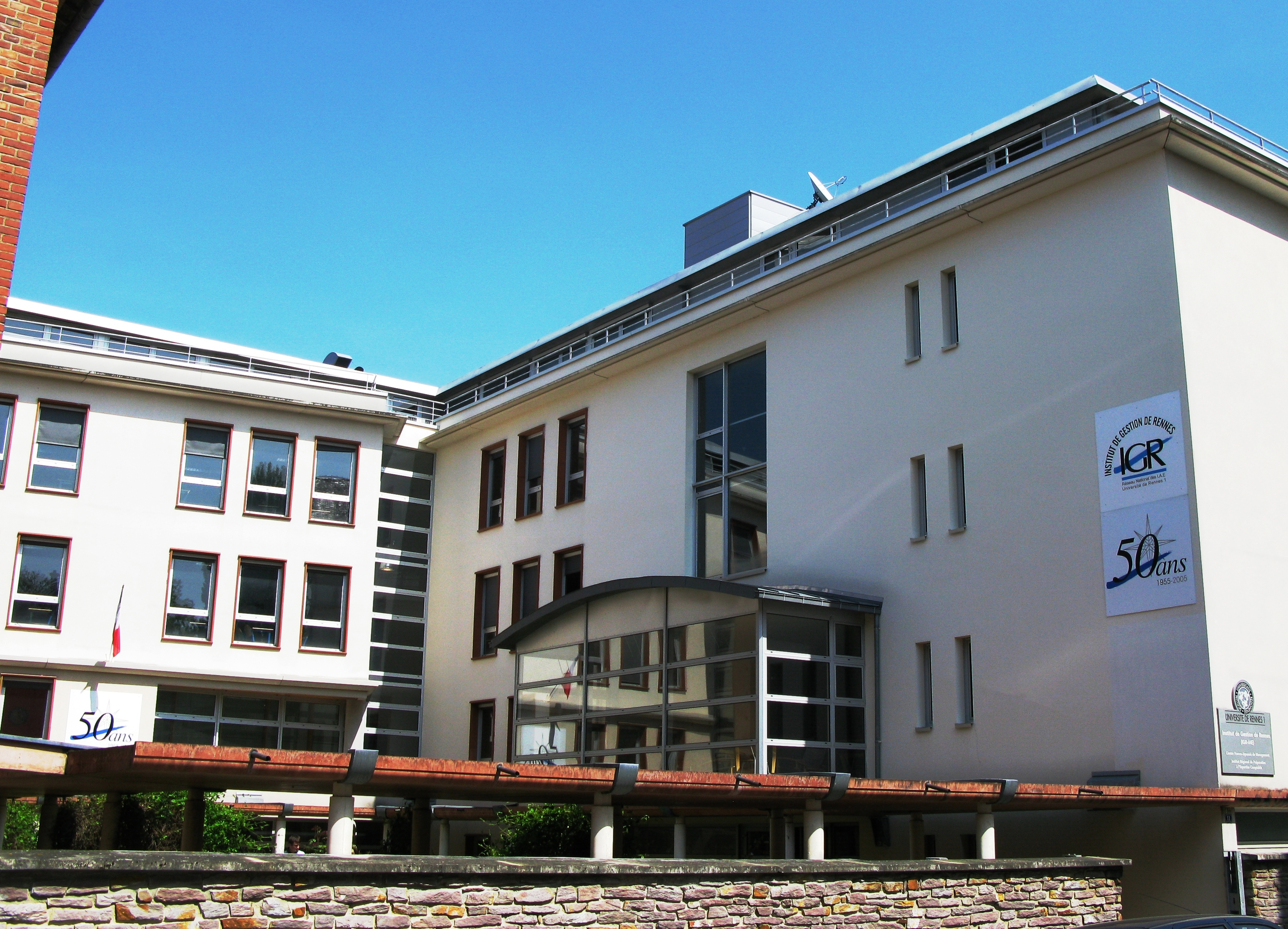
Bâtiments de l'IAE.

L'Institut d'administration des entreprises est fondé en 1955 par la professeur Jane Krier. Il est à l'époque membre fondateur du réseau des IAE, et compte à ses débuts une annexe à Nantes qui deviendra l'IAE de Nantes. L'établissement est le seul à Rennes à ne pas être touché par les grèves de 1968. Lors de la scission de l'université de Rennes consécutive à mai 1968, Claude Champaud son directeur lors des évènements, devient premier président de l'Université de Rennes 1.

##### Institut polytechnique de l'Ouest
L'Institut polytechnique de l'Ouest (IPO) a été créé par la municipalité de Nantes en 1919 comme une école indépendante. Afin de pouvoir obtenir une habilitation à délivrer des diplômes, elle devient un institut de l'Université de Rennes par décret du 26 juin 1922. Après une tentative ratée de transformer l'école en une faculté technique en 1923, le conseil municipal de Nantes se prononce en 1926 pour le rattachement de l'IPO à la faculté de sciences de Rennes pour une durée de quinze ans, date à laquelle un rattachement définitif pourrait être décidé. En 1948, l'IPO acquiert plus d'autonomie en passant de la tutelle de la faculté des sciences de Rennes à celle de l'Université de Rennes. Lors de la création de l'Université de Nantes, l'IPO passe sous l'autorité de la nouvelle université.

##### Institut régional d’éducation physique
L'Institut régional d’éducation physique (IREP) est fondé à Rennes en 1929. Il découle de la volonté du ministère de créer dans les villes sièges d'écoles ou de facultés de médecine des instituts régionaux permettant le développement de l'éducation physique. Celui de Rennes est à l'époque le seul du Grand Ouest, englobant les académies de Rennes et de Caen. Ses cours commencent en 1929, et ses effectifs entre sa création et 1939 évoluent entre 43 et 11 étudiants, pour une moyenne se situant autour d'une vingtaine d'étudiants.

##### Institut de chimie de l'Université de Rennes
L'Institut de chimie de l'Université de Rennes a été créé en 1945. Il résulte du rapprochement de l'Institut polytechnique de l'Ouest et de la faculté de sciences. Il obtient l'habilitation pour délivrer le titre d'ingénieur en 1954. Cinq ans plus tard, en 1959, il intègre le groupe des écoles nationales supérieures d'ingénieurs (ENSI). En 1967, il acquiert de nouveau locaux en déménageant sur le campus de Beaulieu.

## Campus
L'université de Rennes est principalement implantée dans la ville de Rennes, où elle compte trois campus, mais possède également plusieurs sites en Bretagne. La surface totale de ces sites est de 164 hectares dont 34 hectares bâtis.
Trois campus à Rennes pour un total de 29 600 étudiants
- Campus de Beaulieu : sciences, philosophie et IUT avec 8 900 étudiants
- Campus du centre : sciences humaines (sciences économiques, gestion, droit et science politique) avec 8 800 étudiants
- Campus de Villejean : santé (médecine, pharmacie, odontologie) avec 6 500 étudiants

Les autres sites d'enseignement sont à Lannion (1 000 étudiants), Saint-Brieuc (1 000 étudiants), Saint-Malo (700 étudiants), Fougères (100 étudiants) et Dinard (30 étudiants).
Il y a également près de 500 étudiants chaque année qui font leurs études à l'étranger.
L'université dispose également de trois lieux d'expérimentations :
- la station biologique de l'île Bailleron ;
- la station radar de Monterfil ;
- la station biologique de Paimpont.

Elle possède aussi un musée à Penmarch.

## Enseignement et recherche

### Formation
L'université de Rennes propose plus de 500 diplômes nationaux, plus de 100 diplômes d'université et diverses préparations aux concours et métiers. L'université propose ainsi 18 mentions de licence.
La licence générale est délivrée dans plusieurs domaines qui se déclinent ensuite en mentions puis en spécialités. Il est proposé dans l'université une licence « droit, économie, gestion » qui compte sept mentions, une licence sciences humaines et sociales qui compte une mention, et une licence « sciences, technologies, santé » qui compte dix mentions. Lors de leurs évaluations par l'AERES, quatre de ces mentions ont obtenu la notation A ou A+, 12 la notation B, et deux la notation C,. De plus, l’université propose l’enseignement de vingt licences professionnelles.
De la même façon, le master est délivré dans plusieurs domaines qui se déclinent ensuite en mentions puis en spécialités et éventuellement en parcours. Il est proposé dans cette université un master « sciences et technologies » avec neuf mentions et 36 spécialités, un master « sciences de la vie, de la santé et de l’écologie » avec deux mentions et 19 spécialités, un master « sciences humaines et sociales » avec 15 mentions et 52 spécialités.
L'université prépare aussi à un bon nombre de concours, en relation avec l'IUFM de Bretagne pour les métiers de l'enseignement (CAPES - CAPET - Agrégation), au sein de la faculté de droit et de l'IPAG) pour les métiers de l'administration et les carrières juridiques et aussi le CAPLP.

### Échanges internationaux
L’université de Rennes est partie prenante dans des programmes d’échanges tels qu’Erasmus ou CREPUQ qui permettent l'accueil et l'échange d'étudiants avec des universités étrangères. Près de 100 protocoles d'échanges sont ainsi en cours.
L'établissement accueille aussi des étudiants étrangers. 2 700 d'entre eux ont été accueillis à l'université en 2008-2009, dont 2 300 dans un cadre individuel et 400 dans le cadre d'un échange. La même année, avec 1,44 % de ses étudiants inscrits issus d'un échange Erasmus, l'université figure à la 15e place des universités françaises pour cette population
L’université est aussi partenaire d’établissements d’enseignement supérieur étrangers par ses deux masters internationaux, le master MaMaself spécialisé dans les matériaux, et le master Europubhealth spécialisé dans la santé.

### Activités de recherche
La recherche à l’université de Rennes est structurée autour de quarante unités de recherche reconnues dont vingt-six sont associées aux grands organismes de recherche (CNRS, INSERM, INRIA, INRA). Elle est regroupée dans quatre domaines de recherche. L’université de Rennes 1 collabore avec plusieurs groupements d’intérêt scientifique (GIS) et groupements de recherche (GDR). Elle est aussi partenaire du laboratoire international associé SALADYN créé en 2013.

#### Laboratoires de recherche
Cette section ne s'appuie pas, ou pas assez, sur des sources secondaires ou tertiaires indépendantes du sujet. Le texte peut contenir des analyses inexactes ou inédites de sources primaires.
Pour l'améliorer, ajoutez-en, ou placez des modèles {{Source secondaire souhaitée}} ou {{Source secondaire nécessaire}} sur les passages mal sourcés. (novembre 2022)
L'université de Rennes regroupe ses laboratoires de recherche dans quatre domaines thématiques.
- Domaine mathématiques, sciences et technologie de l'information et de la communication (Math-STIC) :

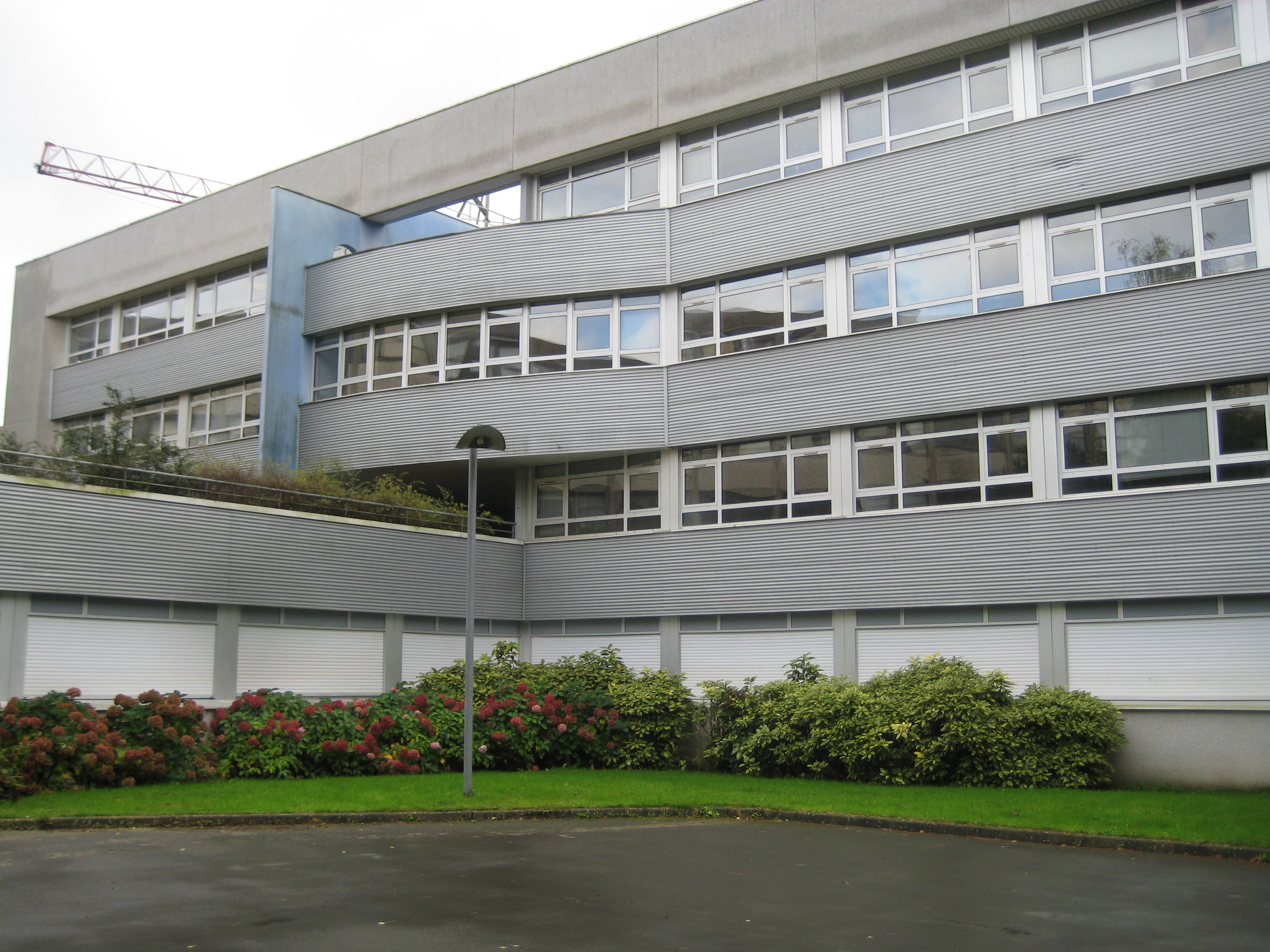
Bâtiment de l'IRISA sur le campus de Beaulieu.

L’« Institut de recherche mathématique de Rennes » (CNRS UMR 6625, abrégé en IRMAR) travaille dans le domaine des mathématiques sur la géométrie, l’analyse et l’aléatoire. Dans le domaine des sciences et technologie de l'information et de la communication, plusieurs laboratoires sont concernés dont l'Institut de recherche en informatique et systèmes aléatoires (UMR CNRS 6074, abrégé en IRISA), le laboratoire « fonctions optiques technologies et l'information » (UMR CNRS 6082, abrégé en FOTON), le « laboratoire traitement du signal et de l'image » (U INSERM 642, abrégé en LTSI), l'« Institut électronique télécommunication de Rennes » (UMR CNRS 6164, abrégé en IETR), et le laboratoire de « traitement des signaux et images multicomposantes multimodal » (JE 2529, abrégé en tsi2m).
- Domaine sciences de la matière (SDLM) :

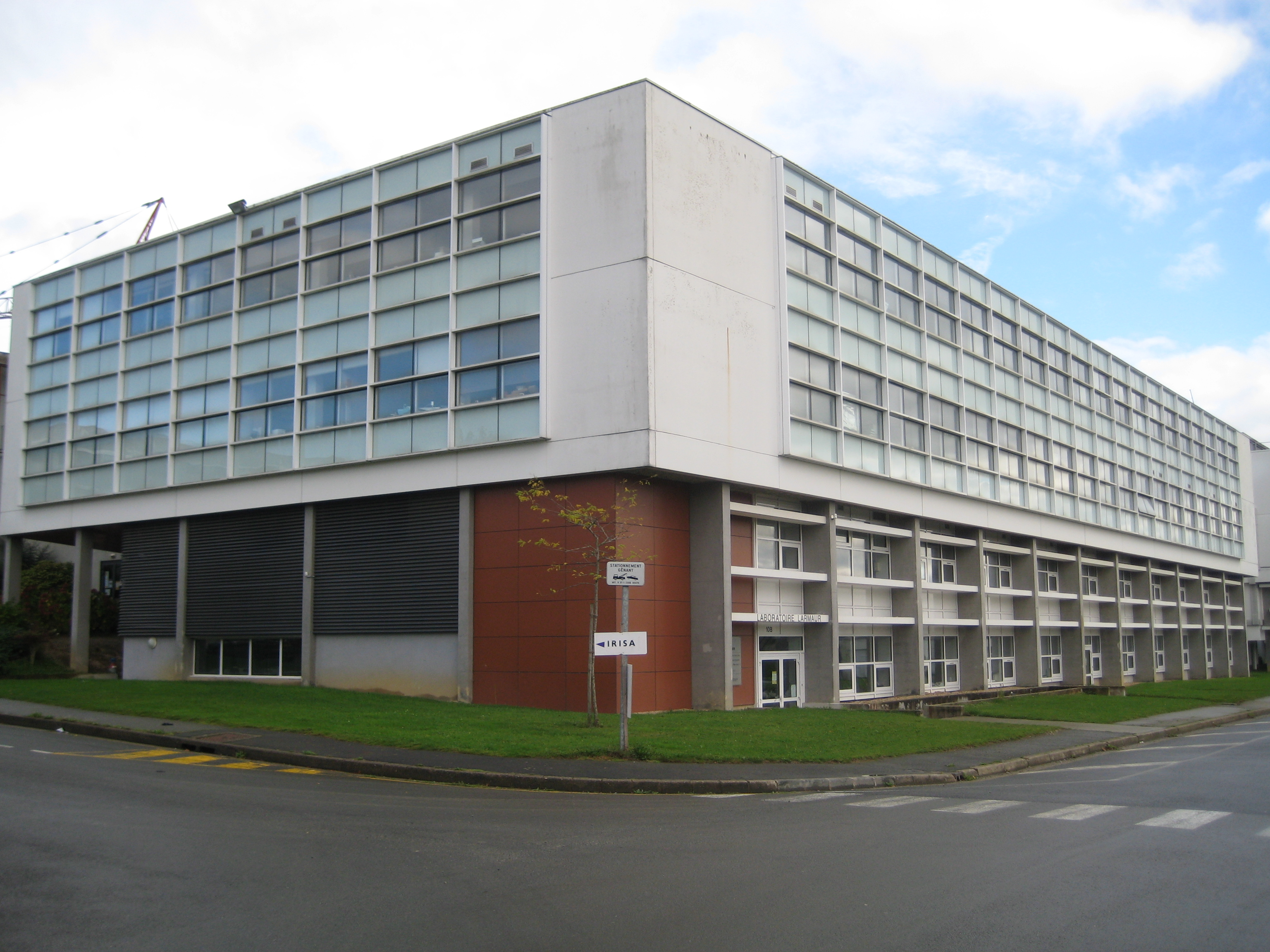
Le bâtiment de l'Institut des Sciences Chimiques de Rennes et du LARMAUR sur le campus de Beaulieu.

L'« Institut de physique de Rennes » (UMR CNRS 6251, abrégé en IPR) travaille dans le domaine de la physique<. Le laboratoire « géosciences Rennes » (UMR CNRS 6118 de l'OSUR) travaille dans le domaine des sciences de la terre, de l'univers, et de l'espace. La chimie rennaise s'est regroupée au sein de l'Institut des sciences chimiques de Rennes (UMR UR1-CNRS 6226). 200 enseignants et chercheurs travaillent dans cette structure et couvrent l'intégralité des champs de recherche en chimie. Deux laboratoires travaillent dans le domaine des sciences pour l'ingénieur, le « laboratoire de recherche en mécanique appliquée » (ERL CNRS 6274, abrégé en LARMAUR) et le « laboratoire de génie civil et génie mécanique » (EA 3913, abrégé en LGCGM).
- Domaine sciences du vivant (SDV) :

Plusieurs entités travaillent dans le secteur « biologie, médecine, santé »: le centre d'investigation clinique (CIC-p. 0203, abrégé en CIC), le laboratoire « Interactions cellulaires et moléculaires » (UMR CNRS 6026, abrégé en ICM), le laboratoire « éthologie animale et humaine » (UMR CNRS 6552), le « groupe d'étude reproduction chez l'homme et mammifère » (U INSERM 625, abrégé en GERHM), le laboratoire « Neuroimagerie: méthodes et applications » (U1228 Inria/Inserm/CNRS, abrégé en Empenn), l'unité de recherche « MicrOenvironnement and B-cell: Immunopahology cell DIfferenciation and Cancer » (INSERM_S 1236, abrégé en MOBIDIC), le laboratoire de microbiologie (EA 1254), l'équipe « biothérapies innovantes » (URU en émergence 341), l'« Institut de génétique et développement de Rennes » (UMR CNRS 6061), l'équipe « modélisation conceptuelle des connaissances biomédicales » (EA 3888), l'équipe « fonction structure et inactivation d'ARN bactérien » (U INSERM 835), l'équipe « comportements et noyaux gris centraux » (URU-EM 425), l'équipe « signalisation et réponses aux agents infectieux et chimiques » (EA 4427, abrégé en SERAIC), et l'équipe « métabolisme, défenses, cancer » (EA 4428). Plusieurs entités travaillent enfin dans le secteur « agronomie, productions animales et végétales, agroalimentaire »: le laboratoire « Écosystèmes, biodiversité, évolution » (UMR CNRS 6553 de l'OSUR, abrégé en ECOBIO), le laboratoire « écobiologie des insectes parasitoïdes » (UMR INRA 1099, abrégé en BiO3P), et l'équipe « biodiversité fonctionnelle et gestion des territoires » (URU-EM).
- Domaine sciences humaines et sociales (SHS) :

L'équipe « philosophie des normes » (EA 1270) et le centre de recherche archéologie, archéosciences, histoire (UMR CNRS 6566 de l'OSUR, abrégé en CREAAH) travaillent dans le secteur des « sciences de l'homme et des humanités ». Dans l'autre secteur des SHS, celui des « sciences de la société », travaillent plusieurs entités : le Centre de recherches sur l'action politique en Europe (UMR CNRS 6051, abrégé en CRAPE), le centre d’histoire du droit de l’université Rennes I (EA 1271, abrégé en CREHUR), le « laboratoire d'étude du droit public » (EA 2237, abrégé en LEDP), le centre de droit des affaires (EA 3195, abrégé en CDAPR), le « centre d'études et recherche autour de la démocratie » (EA 2238), le « centre de recherche en économie et management » (UMR CNRS 6211, abrégé en CREM).

#### Scientométrie

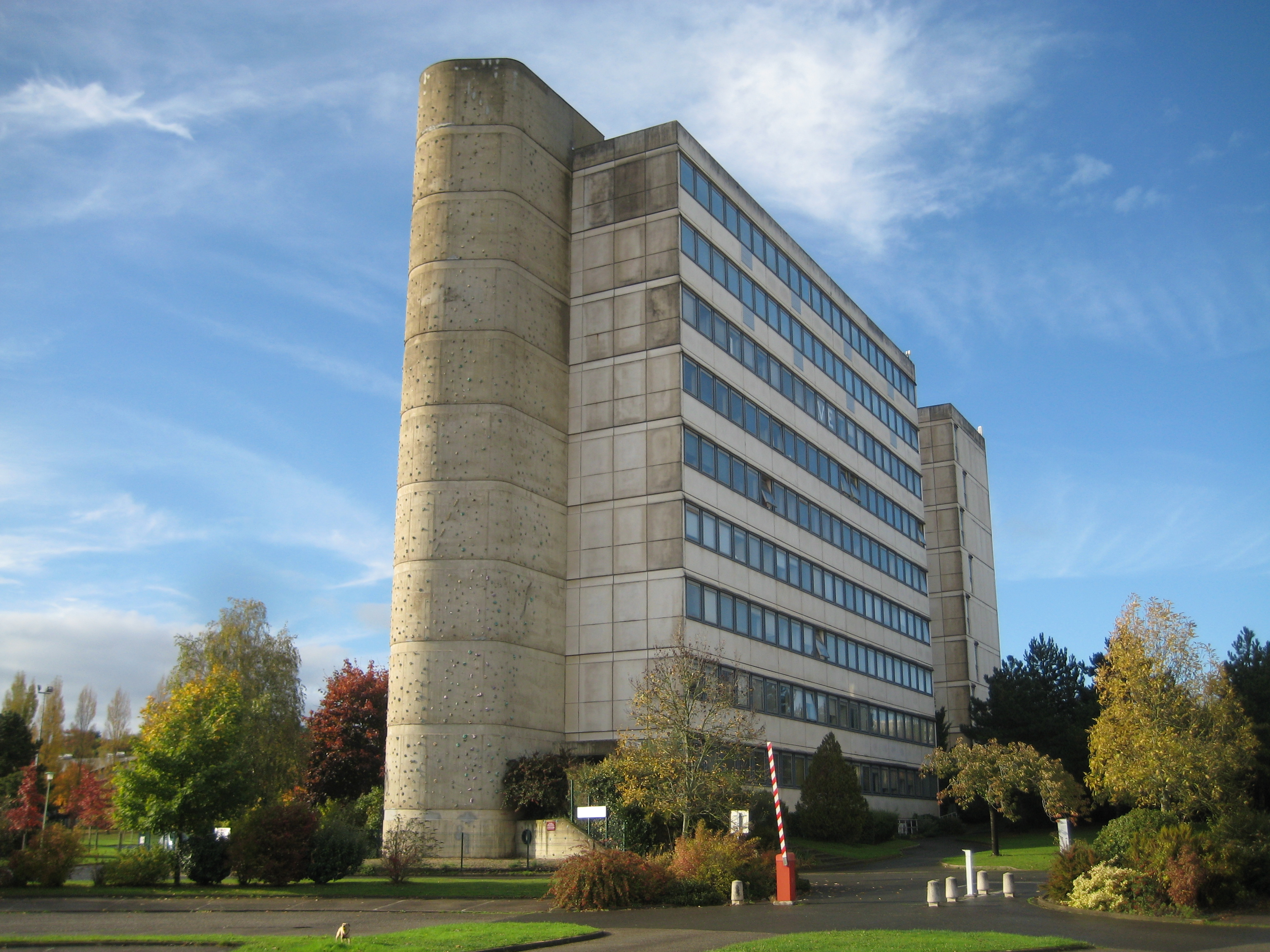
L'UFR de mathématiques, spécialité dans laquelle l'université figure dans le top 100 au classement de Shanghai.

L'université est classée dans différents classements mondiaux aux rangs suivants :
- dans la tranche 303-401e places[175] au classement de Shanghai, rejoignant ainsi la vingtaine d'établissements français représentés. Elle y occupe un rang dans la fourchette 126-170 du classement des universités et écoles européennes ;
- dans la tranche 401-500e place[176] au classement du Times Higher Education Suplement - QS World University Rankings ;
- à la 365e place mondiale et à la 10e place française selon le classement webometric 2009[177] ;
- à la 441e place du classement mondial du Ranking Web of World Universities, et 7e française[178] ;
- à la 282e place du classement mondial du Global Universities Ranking[179].

Dans des champs plus spécifiques, l'université est classée dans la tranche 51e-75e place dans le classement de Shanghai traitant des mathématiques.

## Patrimoine et collections
L'université compte plusieurs collections scientifiques ou artistiques, assemblées par les professeurs ou héritées d'autres établissements, auxquelles s'ajoutent des collections d'ouvrages anciens et de manuscrits.

### Patrimoine scientifique

#### Premiers fonds

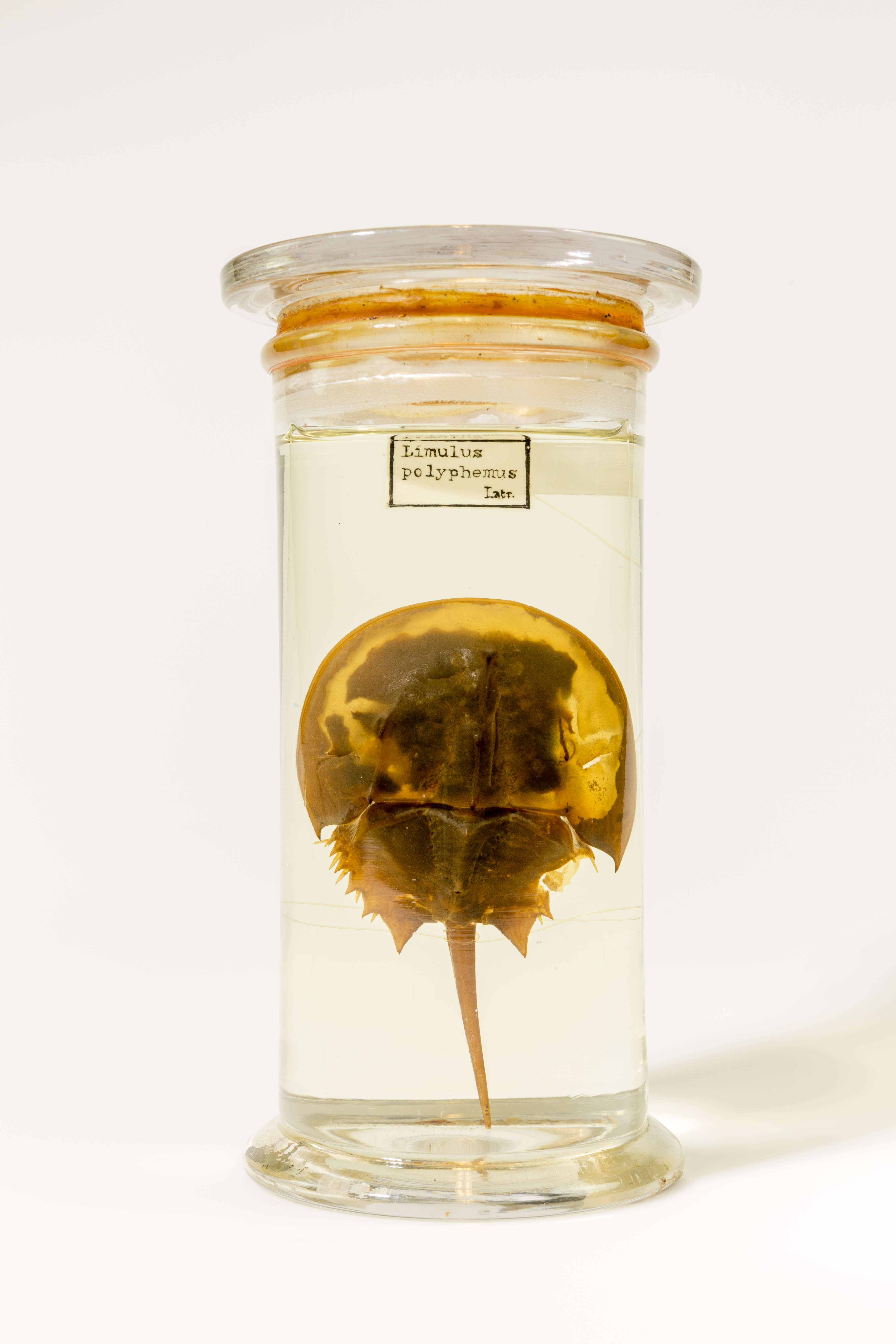
Limule.

Les premiers fonds scientifiques de l'université sont prélevés sur les fonds du marquis Christophe-Paul de Robien qui avaient été saisis lors de la Révolution française. Celui-ci était composé principalement de minéraux et de roches, de plantes en herbier, et de coquilles vivantes et de fossiles. En 1840, Hyacinthe Pontallié est chargé d'y prélever des pièces pouvant servir à l'enseignement, et y sélectionne ainsi 7 857 pièces. Les collections aménagent le palais universitaire quai Émile Zola en 1856.
Ces premiers fonds vont s'enrichir par des dons et des acquisitions. La création en 1860 de la Société des sciences physiques et naturelles du département d’Ille-et-Vilaine va permettre d'accroître les collections via l'acquisition de coquillages bivalves et univalves exotiques ainsi qu’un herbier, « l’Hortus rhedonensis », constitué par Côme-Damien Degland. À partir de 1871, Charles Oberthür va garnir les collections avec notamment un fonds de papillons en 1871, et un fonds d'insectes lépidoptères et coléoptères en 1874. Les collections restent en place lorsque les facultés quittent le palais universitaire au début du XXe siècle, et servent de base pour la création du musée de géologie et d'histoire naturelle de Rennes.

#### Collections botaniques
L'université compte après la Seconde Guerre mondiale deux collections dans ce domaine, rassemblées dans deux espaces distincts jusqu'au déménagement sur le campus de Beaulieu. Jusqu'à cette époque, et depuis 1910, les collections de botanique étaient rassemblées aux abords de la faculté de lettres. Un premier ensemble de serres était utilisé pour les collections, et localisé près de l'actuelle rue de Robien de 1952 à 1968. Le second ensemble servait pour les expérimentations et l'élevage de parasites. Elle se situait près de la l'actuelle place Pasteur, et avait été créée par le professeur Maillet. Elles ont été rassemblées sur le campus de Beaulieu au moment du déménagement de la faculté des sciences.
Une dernière collection est constituée sur le campus de Beaulieu à l'initiative du professeur Georges Claustres. La plantation d'arbres et d'arbustes compte plus de 140 espèces lorsque la collection sera comptée en 1995.

#### Collections mycologiques
L'université compte aussi une collection de lichens constituée par le professeur Henry des Abbayes, principalement en 1930 et 1960. Il compte environ 11 000 spécimens pour près de 1 300 espèces, la plupart collectés en Bretagne par Henry des Abbayes lui-même, mais comptant aussi pour près d'un quart des spécimens étrangers, obtenu par Henry des Abbayes par des échanges avec des confrères étrangers,. Ce deuxième fond compte en 1963 un herbier régional du massif armoricain de près de 700 échantillons, un autre venant de France et comportant 2 000 pièces, et des herbiers exotiques de 2 000 échantillons récoltés en Guinée, en Côte d'Ivoire, à Madagascar, au Canada, ou en Laponie.
Le fonds compte aussi des exsiccata, dont le premier réalisé en France par Jean-Baptiste Mougeot en 1812, mais aussi 60 types d'espèces ou de sous-espèces.

#### Collections géologiques

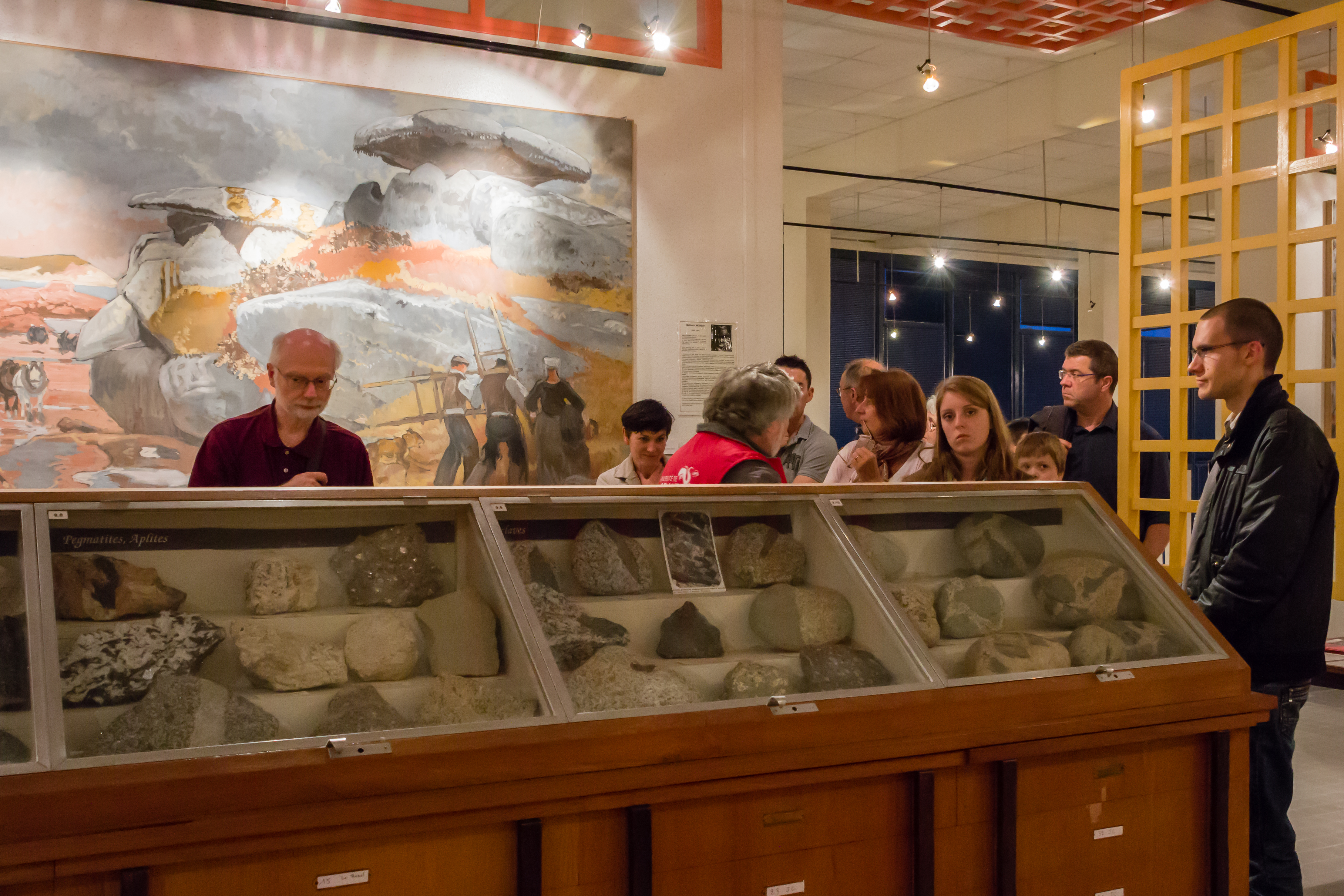
Vitrines des collections de géologie.

Un fonds géologique s'est constitué tôt dans l'histoire de la faculté des sciences à partir des fonds prévelés sur la collection du marquis de Robien. Le premier professeur de géologie, Joseph Marie Élisabeth Durocher, l'enrichi d'échantillons du quaternaire issus de fouilles au Mont-Dol. Son successeur à partir de 1891, Seunes, le complète avec ses fonds personnels d'échantillons pétrographiques du sud-ouest français et d'échinides, et avec des acquisitions du lias anglais. Fernand Kerforne, professeur à partir de 1919, complète les collections avec des échantillons régionaux, et contribue à mettre en valeur les fonds. Il permet aussi la constitution d'une bibliothèque géologique, notamment via la création d'une Société géologique et minéralogique de Bretagne qui acquiert entre 300 et 400 revues. Son successeur, Yves Milon, continue le travail de valorisation avec l'ouverture de l'institut de géologie en 1937. Cependant, la hausse rapide du nombre d'étudiants et de chercheurs après la Seconde Guerre mondiale va renvoyer une grande partie de ces fonds dans les réserves de l'institut, les rendant plus difficilement accessibles. Il faudra attendre le déménagement vers le campus de Beaulieu à partir de 1966 pour que leur accès soit facilité. Cependant, plusieurs échantillons spectaculaires disparaissent à la suite du déménagement, ainsi que la plupart des catalogues.

### Patrimoine artistique

#### Peintures de Mathurin Méheut

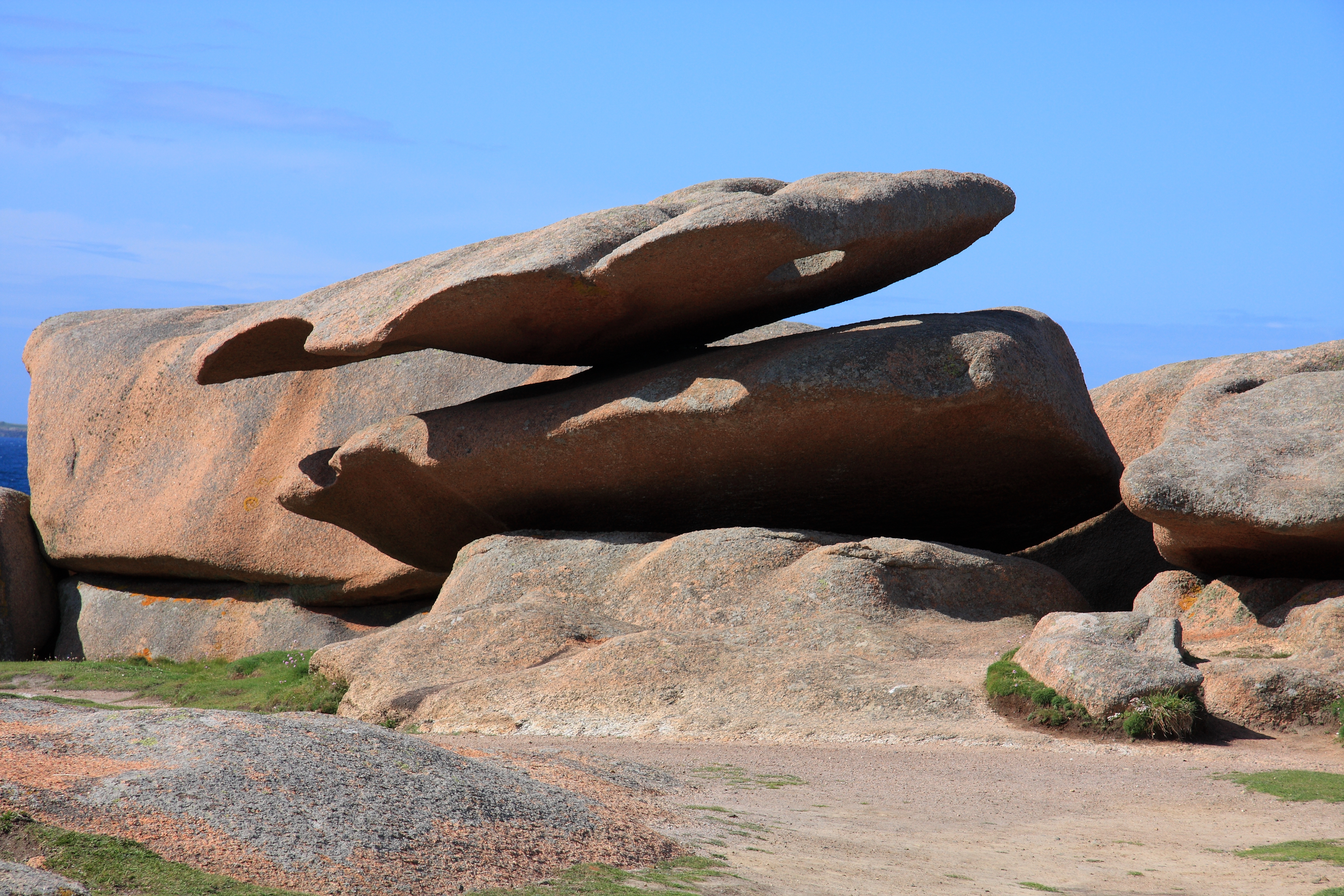
Les rochers de Trégastel, l'une des inspirations de Méheut.

Après la construction de l'institut de géologie, Yves Milon passe commande à Mathurin Méheut, peintre de marine, pour plusieurs toiles pour la décoration de celui-ci. La commande est signée le 27 novembre 1941, et porte sur vingt-cinq toiles utilisant la technique du camaïeu. Le financement est assuré par un fonds spécial mis en place pour la décoration des bâtiments neufs.
Trois thèmes principaux sont dégagés, à savoir des représentations de la vie terrestre et marine actuelles et passées, des paysages caractéristiques des excursions sur le terrain, et des représentations des activités de l'institut sur le terrain et dans les laboratoires. Mathurin Méheut fait alors plusieurs collectes sur le terrain à Trégastel, à Ploumanac'h ou au Mont-Dol, ainsi que plusieurs visites au zoo de Vincennes ou au muséum d'histoire naturelle.

#### Sculptures de Francis Pellerin
Lors de la construction des nouveaux bâtiments de la faculté de droit, le sculpteur Francis Pellerin, prix de Rome, est chargé de la réalisation de plusieurs œuvres à l'intérieur et à l'extérieur de l'édifice. Il livre en 1960 une série de sculptures appelée « Ronde-bosse », ainsi que plusieurs fresques murales, l'une visible sur le pignon du bâtiment, figurant le plan de la faculté et réalisée en ardoise, et l'autre dans le patio. L'année suivante, il livre pour les bâtiments du rectorat « Anascope », une fresque murale en cuivre et en ardoise.

### Patrimoine imprimé et manuscrit
Plus de 25 000 ouvrages anciens, datés du XVIe siècle à 1914, sont conservés dans les trois principales bibliothèques de l'université. Ils proviennent de l'ancienne bibliothèque académique, de l'ancienne bibliothèque de l'école de médecine et de dons divers. Les collections comptent également plus de 700 manuscrits modernes provenant des archives et legs d'anciens professeurs et érudits locaux, dont un corpus celtique.

## Influence de l'université

### Socio-culturelle

#### Révolution française

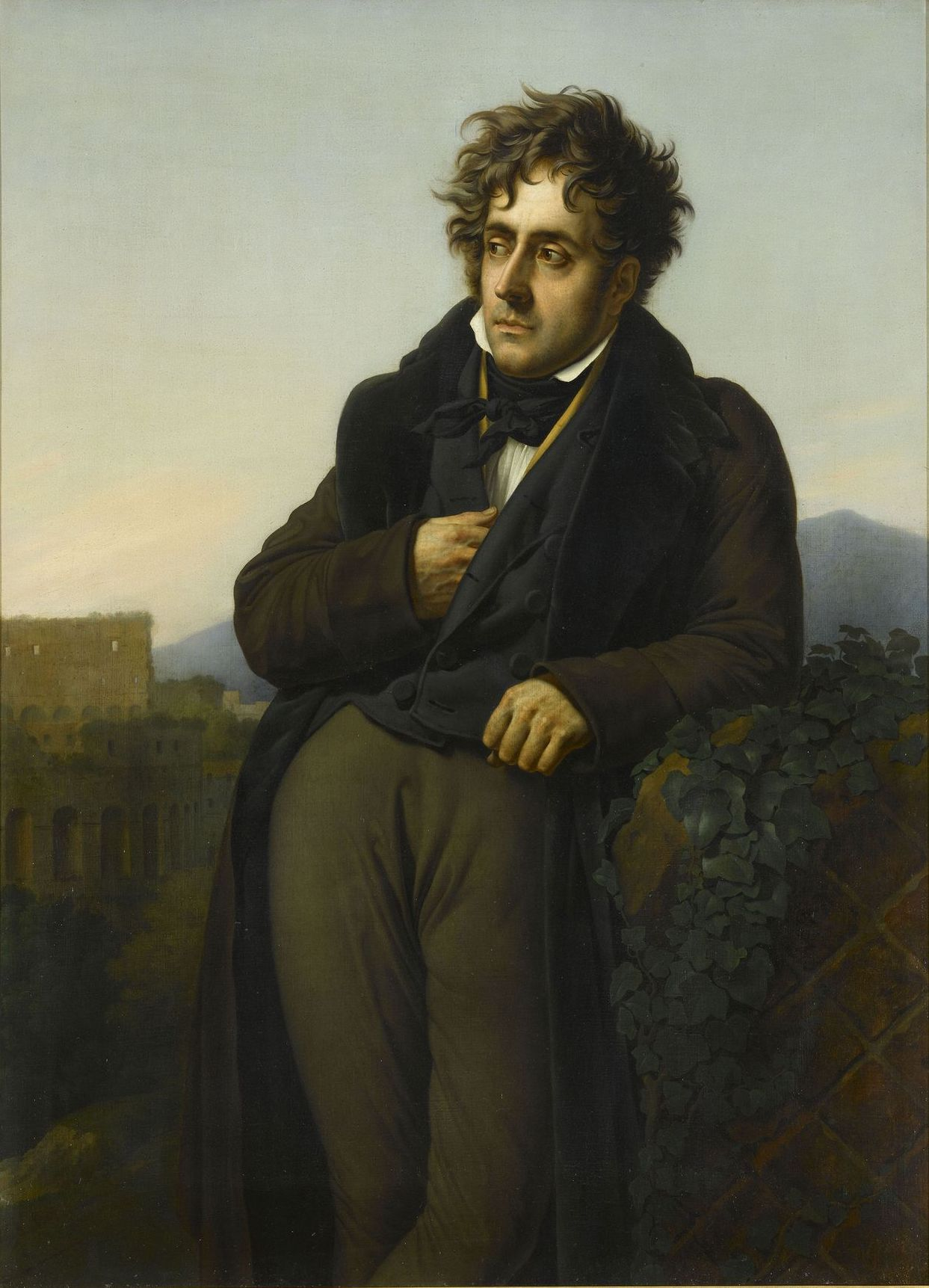
Chateaubriand,.

La faculté de droit, et notamment certains de ses étudiants, va jouer un rôle à la veille de la Révolution française. Rennes est alors l'une des premières villes à s'agiter. Les États provinciaux sont convoqués à partir du 27 décembre 1788 dans la ville. Le 26 janvier 1789, des affrontements éclatent entre le petit peuple rennais, soutenu en sous mains par les parlementaires, et des étudiants de la faculté de droit. Ces derniers, submergés, doivent battre en retraite. Le lendemain, lors de ce qui allait prendre le nom de journée des bricoles, les étudiants reviennent plus nombreux. les affrontements font trois morts. Le 3 février, à l'initiative du futur général Jean-Victor Moreau alors étudiant, est signé dans les murs de la faculté un pacte proclamant la solidarité des jeunes rennais avec leurs homologues venus les soutenir lors de la journée du 27 janvier (nantais, malouins…).
L'un des témoins de l'époque, François-René de Chateaubriand, fournit un témoignage a posteriori de ces évènements dans Mémoires d'outre-tombe :

« Les États se tinrent dans le couvent des Jacobins sur la place du palais. Nous entrâmes, avec les dispositions qu'on vient de voir, dans la salle des séances ; nous n'y fûmes pas plus tôt établis, que le peuple nous assiégea. Les 25, 26, 27 et 28 janvier 1789 furent des jours malheureux. Le comte de Thiard avait peu de troupes ; chef indécis et sans vigueur, il se remuait et n'agissait point. L'école de droit de Rennes, à la tête de laquelle était Moreau, avait envoyé quérir les jeunes gens de Nantes ; ils arrivaient au nombre de quatre cents, et le commandant, malgré ses prières, ne les put empêcher d'envahir la ville. Des assemblées, en sens divers, au champ Montmorin et dans les cafés, en étaient venues à des collisions sanglantes (...) Des duels s'ensuivirent entre les gentilshommes, les écoliers de droit et leurs amis de Nantes. »

— François-René de Chateaubriand, Mémoires d'outre-tombe
Des enseignants participent aussi à certains épisodes de la Révolution. Jean-Denis Lanjuinais, qui enseigne à la faculté de droit, fonde avec Isaac Le Chapelier, ancien étudiant de la faculté, le club breton qui allait devenir le club des Jacobins.
Les étudiants restent hostiles à la royauté après l'époque napoléonienne, et plusieurs incidents entre étudiants et militaires lors de la restauration. Plusieurs duels les opposants sont signalés en 1821 et 1823, le dernier fatal pour un étudiant, Kreisler. Des enseignants de la faculté de droit ont aussi montré leurs bonapartismes lors des Cent-Jours, certains s'engageant parmi les fédérés d'Ille-et-Vilaine.

#### Révision du procès Dreyfus

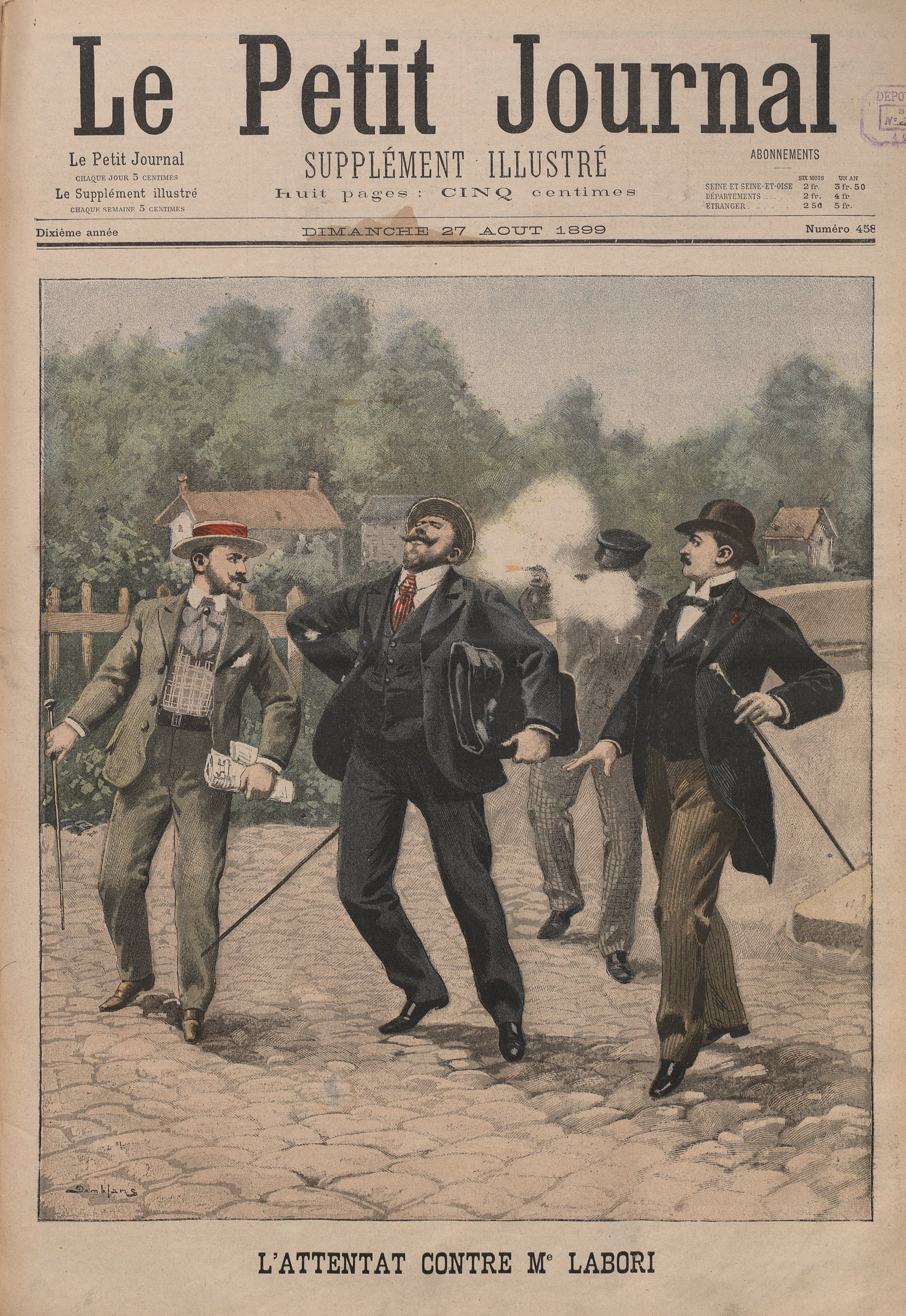
Fernand Labori, après la tentative d'assassinat dont il est victime le 14 août 1899, est hébergé comme Jean Jaurès chez Victor Basch, l'un des professeurs de la faculté de lettres.

Lors de la révision du procès de Dreyfus en 1899 à Rennes, des universitaires et des étudiants sont présents dans le camp des dreyfusards comme dans celui des antidreyfusards. Cette opposition va créer quelques troubles dans la ville pendant la tenue du procès.
Les universitaires dreyfusards vont structurer le mouvement rennais. L'un des professeurs de la faculté de lettres, Victor Basch, ouvre une section rennaise de la Ligue des droits de l'Homme, la première section régionale en dehors de Paris. Il deviendra le président de celle-ci de 1926 à 1944. Ce même professeur héberge Jean Jaurès dans sa résidence du quartier du Gros Chêne lorsque celui-ci descend à Rennes pendant la tenue du procès, de même que l'avocat de Dreyfus, Fernand Labori après la tentative d'assassinat dont il est victime le 14 août 1899. D'autres universitaires des autres facultés vont aussi s'impliquer dans ce mouvement, comme Henri Sée ou Georges Dottin toujours pour celle de lettres, Cavalier pour celle des sciences, ou Jules Aubry et Blondel pour celle de droit. L'affaire va permettre de confirmer le rapprochement entre ce milieu universitaire et le mouvement ouvrier socialiste rennais.
Les idées antidreyfusardes sont assez visibles du côté des étudiants rennais. Certains vont montrer une certaine hostilité envers leurs professeurs dreyfusards, parfois allant jusqu'à manifester jusque sous leurs fenêtres de certains d'entre eux comme Dottin ou Sée, ce dernier ayant même les fenêtres de son cabinet de travail caillassées. Certains professeurs sont aussi présents dans ce camp, dont l'un de leurs chefs rennais, Bodin, professeur à la faculté de droit, et gendre du maire Le Bastard.

#### Pratique du football
À l'aube du XXe siècle, la pratique du football se diffuse en Bretagne, importée dans la région de Saint-Malo par des étudiants venus de Jersey. Rapidement, des équipes se créent à Rennes, et le 21 février 1901, un premier match oppose des joueurs malouins à des étudiants rennais réunis sous le nom de Football-club rennais. Quelques semaines plus tard, le 20 mars 1901, d'anciens étudiants créent le Stade rennais, club omnisports où l'athlétisme est également pratiqué. Football-club rennais puis Stade rennais remportent les deux premiers titres de champion de Bretagne de football mis en jeu à partir de 1903 avant de fusionner en un seul et même club, le Stade rennais université-club (SRUC), le 4 mai 1904.

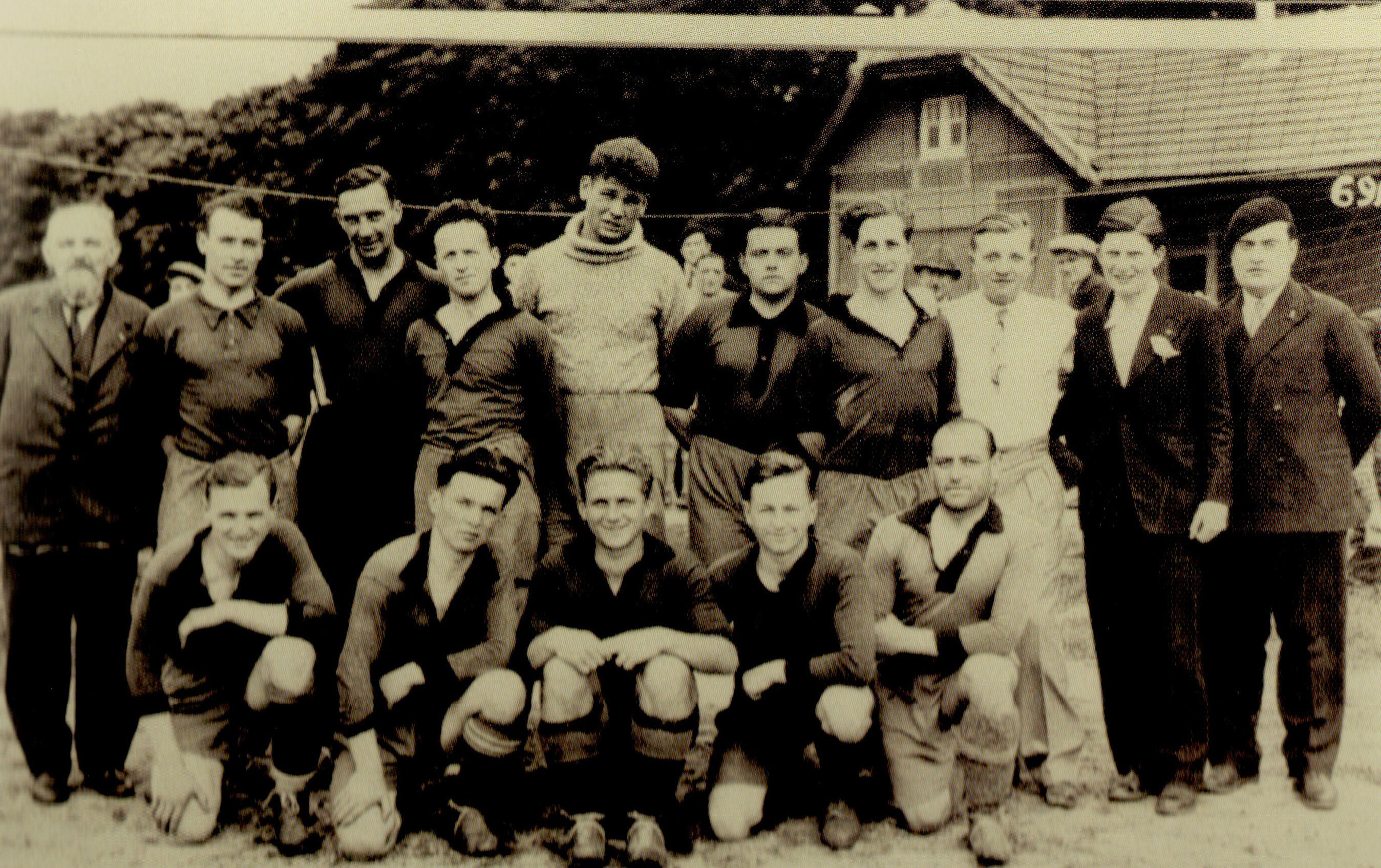
Équipe de Rennes lors de la finale du championnat de France universitaire 1931, gagnée contre Montpellier.

Malgré son nom et l'adhésion de nombreux étudiants, le SRUC n'est pas à proprement parler un club universitaire. Dans le but de satisfaire aux demandes de l'UNEF, souhaitant la participation à ses compétitions de clubs exclusivement étudiants, l'AGER met en place le Rennes Étudiant Club (REC) qui apparaît épisodiquement peu avant, et surtout après la Première Guerre mondiale. Mais dès 1925, le REC disparaît temporairement et le SRUC reprend son rôle de représentativité du monde étudiant rennais en matière sportive. Le 13 mai 1926, alors que Rennes bat Nancy en finale du championnat de France universitaire de football, sept joueurs rennais sur onze sont ainsi licenciés au Stade rennais. Cinq ans plus tard, alors que les jeunes rennais battent leurs homologues de Montpellier pour obtenir un second titre, ils sont de nouveau sept sur onze à adhérer au SRUC. Parmi eux, on retrouve le futur international Adolphe Touffait, étudiant en droit qui deviendra juge à la Cour de justice des Communautés européennes et vice-président de la Fédération française de football, mais aussi plusieurs joueurs étrangers comme l'Allemand Walter Kaiser, recruté pour le SRUC par Touffait lors d'un match international universitaire, l'ayant convaincu de venir étudier le français à Rennes, et qui deviendra en 1933 le premier meilleur buteur de l'histoire du championnat de France professionnel de football. Présents sur le terrain, les étudiants le sont aussi au sein des instances dirigeantes du Stade rennais université-club, le président de l'AGER Collas-Pelletier étant ainsi vice-président du SRUC en 1925.
Si le REC reprend ses activités en 1932, alors que la section football du SRUC adopte pour sa part un statut professionnel, nombreux sont les exemples d'étudiants qui mèneront alors de front une carrière de footballeur professionnel et des études universitaires afin d'assurer leur reconversion. La présence d'une université devient ainsi un argument de premier plan pour attirer au Stade rennais de nombreux jeunes footballeurs issus de tout le Grand Ouest. Parmi eux, Raymond Keruzoré, encore étudiant en physique-chimie alors qu'il contribue à la victoire du Stade rennais en finale de la Coupe de France de football en 1971 ; mais aussi Philippe Redon, étudiant en pharmacie et premier buteur de l'histoire du club en coupes européennes.
Quelques années après la disparition de l'Université de Rennes en 1969, le SRUC change de nom en 1972, la section football prenant alors son autonomie sous le nom de Stade rennais football club. Pour autant, la présence estudiantine perdure, puisqu'un an plus tard, alors que les juniors du club remportent leur première Coupe Gambardella, dix des treize joueurs ayant participé à la finale sont étudiants. Au fil du temps, la professionnalisation toujours plus croissante de la formation des jeunes footballeurs, à travers notamment la création des centres de formation, et l'inflation des salaires pour les joueurs professionnels mettra un frein important à la présence étudiante dans les équipes du club.

#### Seconde Guerre mondiale
Les étudiants vont participer à Rennes à plusieurs étapes de la Seconde Guerre mondiale. Un comité d'entraide avec les étudiants mobilisés est mis en place, avec des colis de nourriture et de vêtements prévus dès le début de la conscription. Le journal de l'association étudiante est expédié par le même biais aux étudiants sur le front. Les premières vagues de réfugiés sont accueillies en mai 1940 en gare par les étudiants rennais, et le même mois près de 13 000 francs sont récoltés par l'association pour le comité d'entraide. Pendant le reste du conflit, plusieurs membres des corporations et de l'AGER sont engagés dans la résistance, et certains sont déportés. Les étudiants participent ainsi en 1945 au défilé du 8 mai. Une collecte de soutien est aussi organisée par les étudiants de Rennes lorsque les bâtiments de l'Université de Caen sont détruits en 1944.
Le corps enseignant est aussi impliqué dans la Résistance. Le doyen de la faculté des sciences Yves Milon rentre ainsi dans le Réseau Johnny. Sous l’Occupation, en tant qu’expert régional chargé des questions d’adduction d’eau, il est amené à sillonner la région, y compris dans la zone littorale interdite. Cela lui permet de prendre connaissance des constructions réalisées dans le cadre du Mur de l'Atlantique et de transmettre ces renseignements aux services britanniques. L’institut de géologie devient également une base importante de la Résistance : il sert à la fois de lieu de réunions clandestines et de cache d’armes. Au printemps 1944, les réunions du comité départemental de Libération y sont organisées.

### Académique

#### Formation des étudiants
La faculté de droit délivre en 1789 47 baccalauréats, 49 licences, ainsi qu'un doctorat.
La faculté de lettres délivre pour la période 1839-1881 quelque 243 licences de lettres.
La faculté de sciences délivre pour la période 1840-1900 trois doctorat ès sciences, quelque 281 licences ès sciences (avec un taux de succès aux examens de 45,2 %), et 7 521 baccalauréat ès sciences (avec un taux de succès aux examens de 42,2 %).

#### Diffusion scientifique
À partir de la fin du XXe siècle, plusieurs composantes de l'université commencent à éditer des revues visant à faire état de l'avancée de leurs recherches.
La faculté des lettres est la première à lancer une publication scientifique avec les Annales de Bretagne dont la parution trimestrielle commence en janvier 1886. Elle prend exemple sur d'autres publications lancées par d'autres facultés françaises à l'époque, en se basant sur les enseignements de celtique inauguré deux ans plus tôt pas Joseph Loth, et est soutenue par l'inspecteur général de l'enseignement supérieur Jules Zeller ainsi que par le recteur de l'académie. Cette revue vise alors à rassembler des articles d'enseignants et d'étudiants de la faculté, mais aussi de personnalités extérieures, et qui ont pour sujet d'étude la Bretagne. D'autres initiatives suivent au XXe, dont la publication en 1942 des Conférences universitaires de Bretagne, la participation à la publication de la revue de géographie Norois, l'édition, confiée aux presses universitaires de France d'un Publication de la faculté des lettres de Rennes, ainsi que la constitution à partir de 1966 aux éditions Klincksieck d'une série de l'Institut armoricain de recherches historiques.
La faculté de droit suit et édite annuellement les Travaux juridiques et économiques de l'Université de Rennes à partir de 1906. La décision de développer une telle collection est prise par la faculté en 1905, et le financement est apporté par le conseil de l'université la même année. Ils reprennent des publications des enseignants et des étudiants de la faculté, dans le but de les diffuser à l'extérieur de Rennes, mais aussi de développer les fonds de la bibliothèque universitaire, directement ou indirectement. Cette publication n'étant pas diffusée dans le commerce, elle est alors utilisée comme monnaie d'échange contre d'autres publications universitaires du même type.

#### Enseignement du breton
La question de la création d'une chaire de celtique apparait à la fin du XIXe siècle. À l'époque, des chaires spécialisées dans les particularismes locaux ouvrent dans plusieurs universités françaises, comme une chaire de wallon à l'Université de Lille, des chaires de langues romanes dans les universités Toulouse, de Montpellier ou d'Aix, ainsi que des chaires d'histoires locales à Bordeaux ou à Nancy. Les cinq départements bretons sont alors sollicités pour fournir une partie du financement nécessaire à l'ouverture de celle-ci, et le Finistère est en 1892 le premier département à fournir un financement, à hauteur de 300 francs sur les 3 000 nécessaires. La chaire est finalement ouverte en 1903.
Les fonds sont enrichis en 1904 par un don de manuscrits en breton par Anatole Le Braz, récoltés par lui-même et par François-Marie Luzel.
Lors de l'ouverture de la chaire de celtique, les cinq départements bretons contribuent à hauteur du tiers du traitement du professeur. Ceux-ci sont appelés par le recteur à augmenter leurs financement en 1928 pour faire face à l'augmentation du coût de la vie, mais seul l'Ille-et-Vilaine qui le multiplie par quatre, et le Finistère qui le double, répondent alors à cet appel.

## Vie étudiante

### Sous l'Ancien Régime
Une association des étudiants de droit a été constituée en 1756. Celle-ci avait pour but de garantir les privilèges obtenus par les étudiants le 3 juillet 1737 auprès du Parlement de Bretagne, puis confirmés par Louis XV le 26 novembre de la même année. Ces privilèges comptent initialement treize entrées gratuites par an à des spectacles tenus dans la ville, ainsi que la visite de toute nouvelle actrice débutante. Elle compte dans ses rangs des étudiants comme Toullier, ou Moreau, futur général de la Révolution.
La constitution de l'association suit les rapports entre le Parlement et le roi. Elle est ainsi suspendue de 1765 à 1767 lorsque le roi supprime les cours souveraines du royaume puis de 1772 à 1775 lorsque les privilèges des étudiants sont jugés abusifs puis rendus par Louis XVI
Le transfert des facultés de droit à Rennes a aussi une influence sur la vie étudiante d'autres universités de la région. L'Université d'Angers, où existe alors une nation bretonne, voit son nombre d'étudiants bretons baisser, alors que l'ouverture de l'Université de Nantes avait eu peu d'effet sur ces effectifs.

### Évolution de l'origine des étudiants de la monarchie de Juillet à la Troisième République
L'origine géographique des étudiants de la faculté de lettres reste stable pendant la période 1839-1900, les étudiants provenant des cinq départements bretons tournant autour de 70 % du total, ceux venant d'autres départements français tournant autour de 30 %, et ceux provenant de l'étranger oscillant entre 1,27 % et 1,93 % du total sur la période. Parmi les départements non-bretons, quatre fournissent sur la période entre 38,46 % et 53,28 % des étudiants : la Mayenne, le Maine-et-Loire, la Manche, et la Seine.
Parmi les départements bretons, l'Ille-et-Vilaine est le département qui fournit le plus grand nombre d'étudiants à la faculté de lettres, comptant pour 26,16 % à 20,48 % pour la période 1839-1900. Il est suivi par la Loire-inférieure et les Côtes-du-Nord, le premier fournissant entre 16,29 % et 13,41 % des étudiants, et le second entre 15,41 % et 11,29 % des étudiants. Le Morbihan fournit lui entre 8,35 % et 8,96 % des étudiants sur la période, et le Finistère entre 6,45 % et 12,06 % des étudiants. Les dix-neuf plus grandes villes bretonnes fournissent elles entre 46,73 % et 58,31 % des étudiants. Plus l'on avance dans la période 1839-1900 et plus le nombre de petites communes fournissant des étudiants augmente.

### Sous la Troisième République
Plusieurs mouvements étudiants apparaissent pendant le XIXe siècle et suivent les révolutions du siècle, mais sans que les étudiants y participent en tant que corps constitué. Il faut attendre 1887 pour qu'une association étudiante, l'Association générale des étudiants de Rennes (ou AGER, ou l'A), soit créée à Rennes avec pour but de rassembler les étudiants.
Celle-ci n'a qu'une portée limitée dans ses premières décennies d'existence, et la politisation causée par l'affaire Dreyfus a laissé divisée la population étudiante. Elle est membre de l'UNEF lors de la création de celle-ci en 1907. L'association est relancée en 1919 après une période de flottement depuis 1910. Un journal est lancé en 1920 et est imprimé dans les presses de L'Ouest-Éclair. Il sert à l'époque de référence pour les autres journaux étudiants français, et comptera dans ses rangs Pierre-Jakez Hélias, futur auteur du Cheval d'orgueil. Un restaurant étudiant coopératif est lancé en 1927, soutenu financièrement par l'université à partir de 1935. Elle compte un millier de membres dans les années 1930.

« Avec mon ami, presque frère en ce temps-là, Louis Le Solleuz, et quelques autres, nous étions en charge de l’A, organe des étudiants, premier journal du monde par ordre alphabétique. Nous y avons essayé nos plumes dans tous les genres, les plus prisés étant la satire, le pastiche et la parodie (...). Nos professeurs nous morigénaient paternellement pour ces divagations extra-universitaires sans prendre en compte que, pour les “ littéraires ” que nous étions, ces exercices étaient de profitables travaux pratiques. »

— Pierre-Jakez Hélias, Le quêteur de mémoire
Plusieurs groupes politisés sont aussi présents, dont le « groupe socialiste des étudiants rennais », l'« union républicaine », « Saint-Yves », la « fédération des étudiants bretons », l'« Action française », mais la plupart vont rejoindre les corporations et « l'A » après la Première Guerre mondiale. L'apolitisme revendiqué par « l'A » ne l'empêche cependant pas de voter une grève le 3 mais 1933 pour protester contre le gel pour un an des recrutements dans la fonction publique. Le Bro gozh ma zadoù, l'hymne breton, est aussi connu, de même que La Paimpolaise, ou à Recouvrance, et ces airs sont chantés par des étudiants de cette association pendant des activités de celle-ci. Le climat politique plus sombre des années 1930 voit aussi des affrontements éclater entre des étudiants rennais et des Camelots du roi ou des croix-de-feu du colonel de La Rocque.

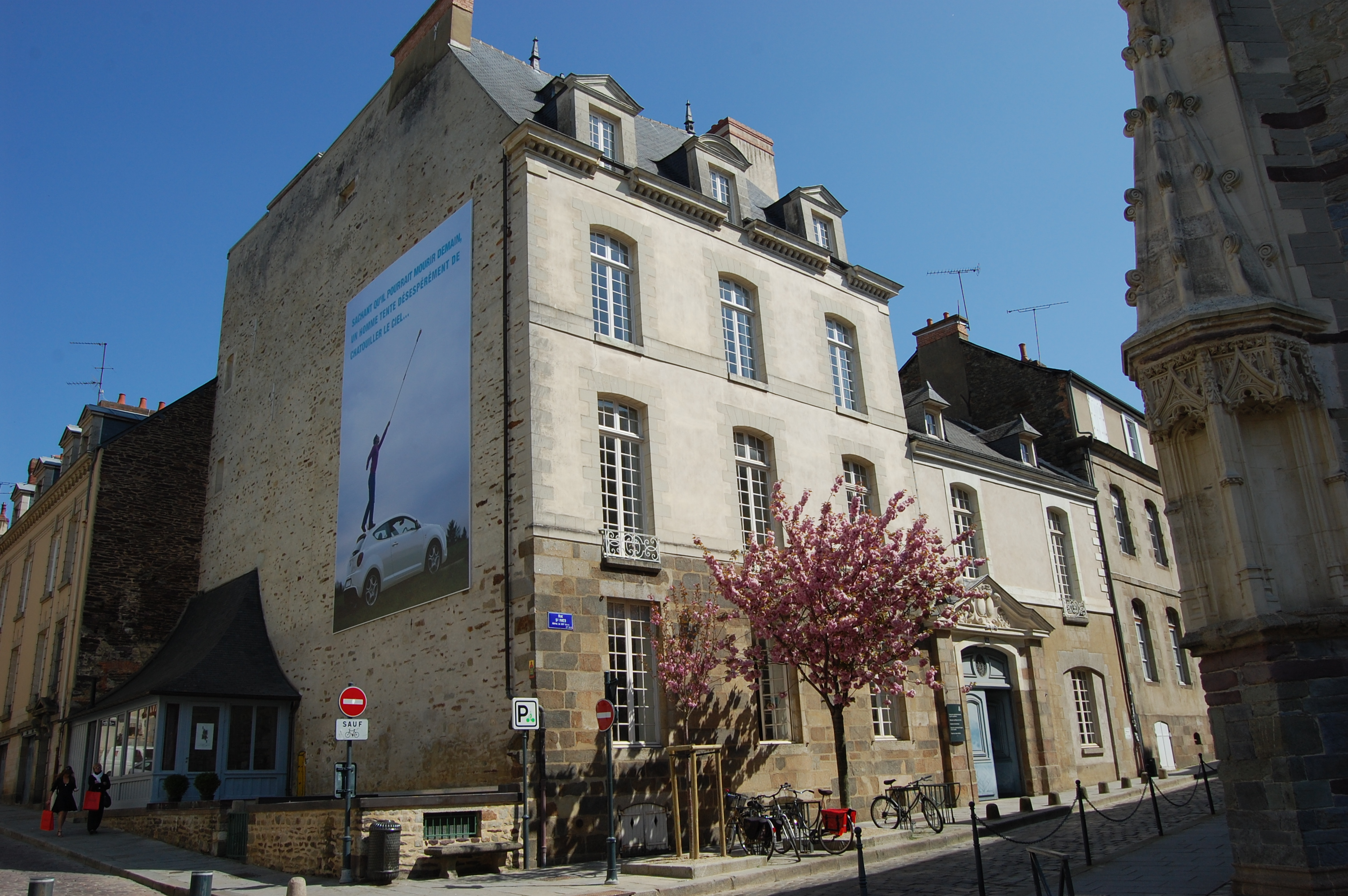
Le bâtiment du 14 rue Saint-Yves.

Un projet de maison des étudiants est lancé par le maire de Rennes, Jean Janvier, en 1911. Ce dernier promet dans un premier temps des espaces aux étudiants dans le troisième étage de l'aile ouest du palais du commerce, avant de se raviser à la suite des destructions qui ont suivi l'incendie de ce bâtiment de juillet 1911. Les étudiants emménagent finalement dans la Halle-aux-Toiles de la rue Cahalais qui devient maison des étudiants en 1912. Des travaux de rénovations sont entrepris dans ce local en 1922, et l'inauguration a lieu le 5 février 1922 en présence du maire. En 1926, la mairie fait l'acquisition d'un bâtiment au № 14 rue Saint-Yves et le met alors à disposition gratuitement de l'AGER. Elle y aménage en décembre de la même année. Le bâtiment est cédé en 1936 à l'université sous garantie que celle-ci laisse la jouissance des locaux à l'association,. Le bâtiment est réquisitionné en 1940 par l'occupant et les étudiants doivent abandonner les locaux.
Plusieurs évènements ont lieu pendant l'année, organisés par les étudiants. Le monôme est relancé après la Première Guerre mondiale, rassemblant 600 étudiants pour sa première édition le 20 décembre 1919, et est organisé annuellement pendant les deux décennies suivantes, toujours à la même époque en décembre. Certains de ces monômes sont cependant limités à des corporations précises, et se tiennent à d'autres dates. Des séances de bizutage ont aussi lieu à chaque rentrée universitaire. Le Mardi gras est aussi organisé par « l'A » à partir de 1906, et est ouvert à l'ensemble des habitants de Rennes. Cette festivité est relancée après-guerre en 1920. Au même moment, l'association des étudiants aide à la relance de la fête des fleurs, une fête organisée fin mai par les commerçants, mais arrêtée pendant la guerre.

### Pendant les Trente Glorieuses

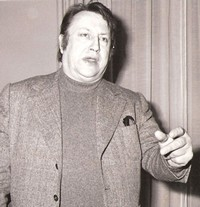
Raymond Devos, parrain de la « faculté du folklore et des sciences hilares ».

L'AGER est relancée par des étudiants dès 1944, et la plupart des activités d'avant guerre sont reconduites,. Le défilé pour mardi-gras est ainsi relancé, avec en 1946 la participation du poète Ferdinand Lop, ou en 1947 celle de l'actrice Madeleine Sologne. L'AGER prend ses distances avec l'UNEF en lui reprochant son attitude collaborationniste avec le régime de Vichy, et en profitant pour réaffirmer son apolitisme. L'association refuse ainsi après-guerre de participer à plusieurs grèves nationales.
Les choses évoluent à partir de 1952-1953 avec la prise de pouvoir temporaire de l'AGER par « la mino », avec en novembre 1953 la participation pour la première fois à une participation à une grève aux côtés des enseignants, et en 1954 avec une prise de position officielle contre la guerre d'Indochine pendant la présidence de Michel Denis, futur président de l'Université de Rennes 2. À la même époque l'AGER doit faire face à « la Catho » qui compte un millier de membres en 1953, en partie dû à la baisse de ses activités folkloriques, le défilé du mardi-gras de 1953 étant annulé par le bureau « mino ».
Les crises politiques vont continuer à rythmer le paysage rennais. Le milieu étudiant rennais est peu concerné par la guerre d'Algérie entre 1956 et 1959 et l'AGER est à cette période de plus en plus coupé de sa base, mais la mise en place en août 1959 de la conscription pour les étudiants change la donne. Les prises de position de l'UNEF sur la question de l'indépendance de l'Algérie provoque cependant des remous à Rennes, et en mars 1960, les étudiants centristes et catholiques rendent à l'AGER leurs cartes de l'UNEF. La baisse des effectifs du syndicalisme étudiant se confirme les années suivantes, avec un nombre d'adhérents qui passe de 4500 en 1961 à 1700 en 1964, explicable par des crises au sein de la JEC et de l'UEC. Le journal publie son dernier numéro en 1962. Une relance de l'AGER a lieu en décembre 1964 dans le cadre du mouvement de la « gauche universitaire », et l'AGER vend quelque 1 500 cartes à ce moment, mais la situation de l'AGER se dégrade de nouveau dès 1965 et jusqu'en 1968 et associe une baisse constante de ses effectifs et une hostilité croissante du syndicalisme enseignant à son égard.
Au début des années 1960, des activités festives sont relancées par un nouvel évènement mis en place par le futur ministre Louis Le Pensec dans le cadre de la « faculté du folklore et des sciences hilares ». Cette association d'étudiants est fondée par la pose fictive d'une pierre de fondation sur l'actuel champ de mars. L'humoriste Raymond Devos contacté pour servir de parrain à cette faculté se déplace à Rennes pour authentifier son patronage. Ses membres sont limités à 41 et doivent défendre une thèse en rire en public, certaines étant publiées dans « l'A », encore actif à l'époque. Une course est mise en place entre Rennes et la ville voisine de Cesson-Sévigné, et en 1961 le recteur d'académie invite les étudiants à y participer plus massivement.

### Étudiants étrangers

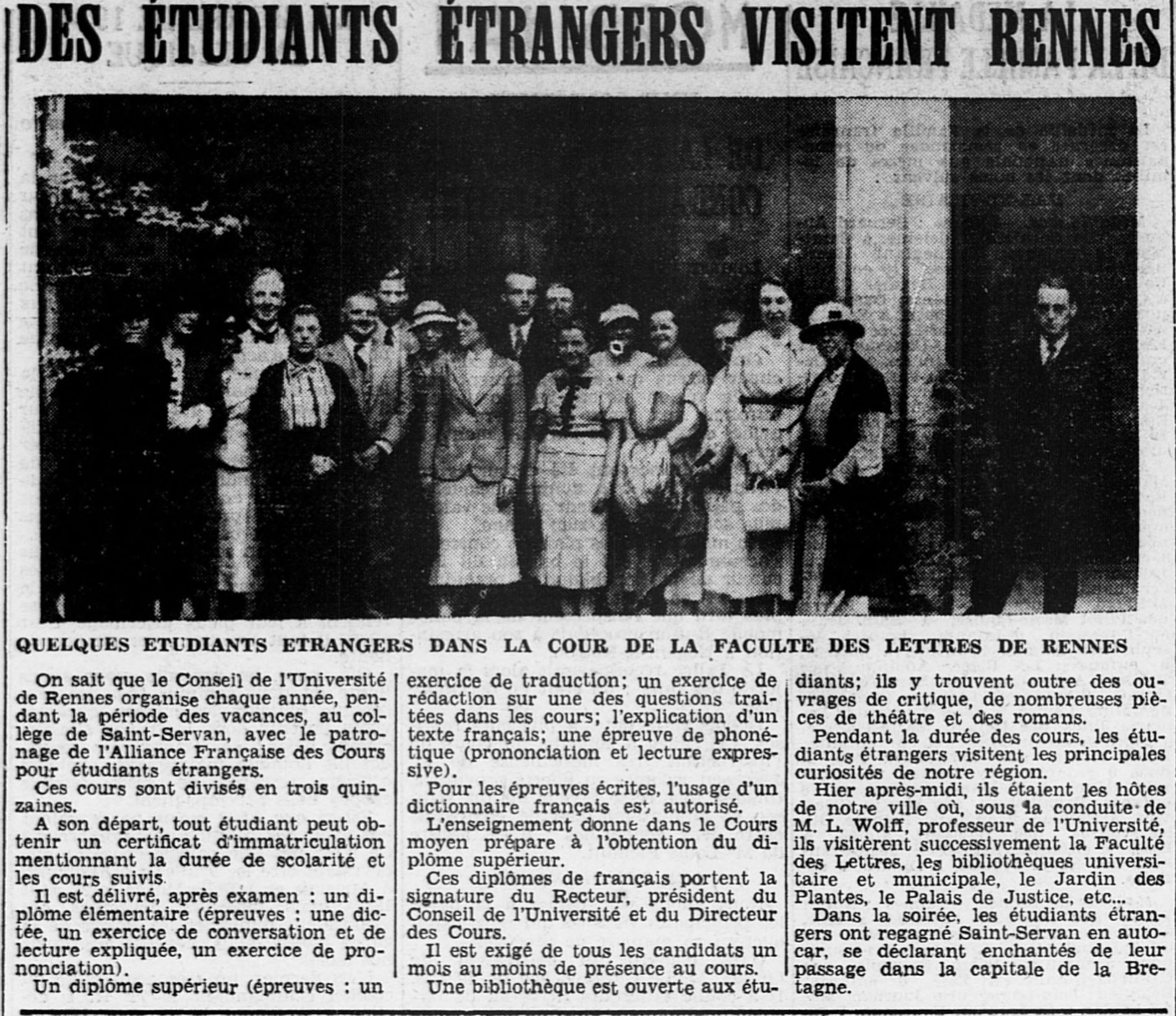
Étudiants étrangers prenant des cours de français lors de l'été 1937.

L'université dispense des cours de langue et de civilisation à destination des étudiants étrangers à partir d'un décret ministériel de 1902 qui autorise la faculté de lettres à délivrer des diplômes de français en son nom. Ils sont alors initialement dispensés pendant les deux semestres à Rennes, pour un volume hebdomadaire de treize heures, ou lors des vacances d'été en août et en septembre à Saint-Malo.
Après-guerre, plusieurs groupes d'étudiants étrangers sont remarquables par leurs nombres. Les Serbes sont 35 à suivre les cours dès 1918 mais rentrent à l'été 1919 en Yougoslavie. Les Américains sont une centaine à la même date. L'un d'eux, Laurence, est même l'un des vice-présidents de l'AGER en 1919.
Plusieurs groupes d'étudiants chinois sont aussi envoyés à la faculté de lettres par le gouvernement de République populaire de Chine à partir de 1964 afin d'apprendre le français. Le premier groupe compte 62 étudiants et quitte Rennes en janvier 1967,. Rennes est à l'époque la première ville française à recevoir dans son université des étudiants de ce pays après la reprise des échanges entre les deux pays.
En 1962 le nombre d'étudiants étrangers est de 299, il passe à 469 en 1965, dont 250 pour la seule faculté de lettres.

### Évolution démographique
| 1789 | 1904  | 1917 | 1918 | 1919 | 1920  | 1921  | 1922  | 1923  |
| ---- | ----- | ---- | ---- | ---- | ----- | ----- | ----- | ----- |
| 140  | 1 236 | 605  | 890  | 903  | 1 123 | 1 190 | 1 271 | 1 219 |

| 1924  | 1925  | 1926  | 1927  | 1928  | 1929  | 1930  | 1931  | 1932  |
| ----- | ----- | ----- | ----- | ----- | ----- | ----- | ----- | ----- |
| 1 210 | 1 275 | 1 513 | 1 826 | 1 863 | 2 035 | 2 078 | 2 053 | 2 082 |

| 1933  | 1934  | 1935  | 1936  | 1937  | 1938  | 1939  | 1948  | 1949  |
| ----- | ----- | ----- | ----- | ----- | ----- | ----- | ----- | ----- |
| 2 229 | 2 027 | 2 052 | 2 051 | 2 179 | 2 299 | 3 132 | 5 638 | 5 982 |

| 1958  | 1961  | 1962  | 1963   | 1964   | 1965   | 1966   | 1967   | 1968   |
| ----- | ----- | ----- | ------ | ------ | ------ | ------ | ------ | ------ |
| 9 950 | 8 767 | 9 702 | 10 943 | 13 121 | 14 548 | 17 155 | 18 826 | 21 705 |

## Personnalités liées

### Enseignants

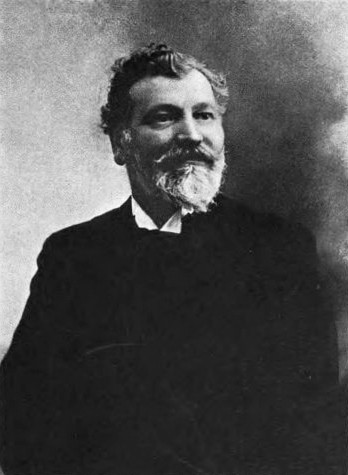
L'auteur folkloriste breton Anatole Le Braz, l'un des enseignants de la faculté de lettres.

L'université a compté dans les rangs de son corps enseignant plusieurs maires de Rennes, comme Théophile Bidard, maire de 1870 à 1871, Carle Bahon, maire de 1925 à 1929, Yves Milon de 1944 à 1947, puis de nouveau de 1947 à 1953, Henri Fréville, maire de 1953 à 1977, et enfin Edmond Hervé, maire de 1977 à 2008.
Plusieurs personnalités politiques ont aussi été membres du corps enseignant de l'université, comme les ministres Jacques-Joseph Corbière, ministre de l'intérieur de 1821 à 1829, Louis Grivart, ministre de l'agriculture et du commerce de 1874 à 1875, Louis Le Pensec, attaché à plusieurs ministères de 1981 à 1997, ou Alice Saunier-Seité, ministre des universités de 1977 à 1981, ou comme Jules Basdevant, président de la Cour internationale de justice, ou Catherine Lalumière, ministre des affaires européennes de 1984 à 1986 et secrétaire général du Conseil de l'Europe de 1989 à 1994.
L'université a aussi compté dans ses rangs des universitaires comme le naturaliste Félix Dujardin, le géographe et président de l'Union géographique internationale Emmanuel de Martonne, les académiciens Jean-Denis Bredin, Louis Joubin, Firmin Laferrière, Maurice Le Lannou, Charles Maurain et Eugène Darmois, des membres de l'Académie des inscriptions et belles-lettres comme les historiens Jean Delumeau, Jean Favier, et Joseph Loth, des présidents d'universités ou de grandes écoles comme l'helléniste et directeur de l'École normale supérieure Jean Bousquet, les présidents de l'Université de Rennes 2 René Marache et Michel Denis, le soviétologue et président de l'Université de Paris VIII Claude Frioux, le directeur de l'École nationale d'administration Raymond-François Le Bris.
Des artistes ont aussi enseigné à l'université comme l'auteur breton Anatole Le Braz, le prix Goncourt 1949 Robert Merle, l'auteur allemand Golo Mann.

### Étudiants
Plusieurs anciens étudiants des facultés de Rennes se sont illustrés, et ceci dans plusieurs domaines.

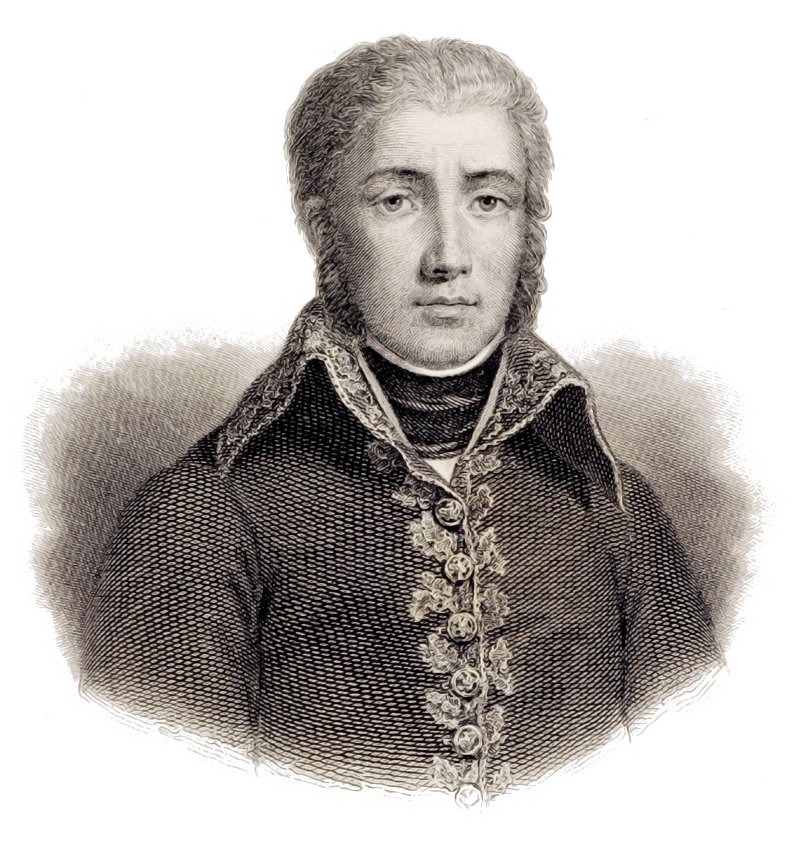
Le général d'empire Jean-Victor Moreau, étudiant à la faculté de droit avant la Révolution.

L'université compte dans ses anciens étudiants des ministres, comme Jacques-Joseph Corbière, Ministre de l'intérieur de 1821-1828, Félix Martin-Feuillée, ministre le la justice de 1883 à 1885, Yvon Bourges, ministre de la Défense, Louis Grivart, ministre de l'agriculture et du commerce du Gouvernement Ernest Courtot de Cissey, Louis Le Pensec, ministre dans plusieurs gouvernements dans les années 1980 et 1990, Marylise Lebranchu, ministre de la justice du Gouvernement Lionel Jospin, ou encore Charles Josselin, ministre délégué auprès du ministre des affaires étrangères du Gouvernement Lionel Jospin.
Certains étudiants se sont illustrés comme combattant dans plusieurs conflits, comme Jean Victor Marie Moreau, général français de la Révolution et feld-maréchal de Russie, le colonel Rémy, résistant et Compagnon de la Libération, Sir Norman Bottomley, Air Chief Marshall de la Royal Air Force et commandant en chef de la Royal Air Force Bomber Command en 1945.
D'autres étudiants ont été membres de l'Académie française, comme Félix Julien Jean Bigot de Préameneu, élu en 1803, Leconte de Lisle, élu en 1886, ou encore Michel Mohrt, élu en 1985. D'autres comme Georges Marçais ont été membres de l'Académie des inscriptions et belles-lettres.
L'université compte aussi des universitaires comme Raymond-François Le Bris, directeur de l'École nationale d'administration de 1995 à 2000, ou le philosophe Paul Ricœur, doyen de l'Université de Nanterre.
Des personnalités étrangères ont aussi étudié à l'Université de Rennes, comme Robert G. Neumann, ambassadeur des États-Unis, Casimir Oyé Mba, Premier ministre du Gabon, ou Teresa Torres, paléontologue chilienne.
Des personnalités des arts et de l'industrie comme Yves-Thibault de Silguy, membre de la Commission européenne et président du groupe Vinci, ou Pierre-Jakez Hélias, auteur du Cheval d'orgueil et président de la corporation des étudiants en lettres, ou encore Louis-Ferdinand Céline, auteur de Voyage au bout de la nuit, ont aussi étudié à l'université.

### Docteurshonoris causa
L'université a délivré à plusieurs occasions le titre de docteur honoris causa à des personnalités étrangères. La première cérémonie s'est tenue en 1919 mais est sans suite jusqu'en 1947, date à partir de laquelle l'université décerne ce titre tous les ans à quelques personnalités étrangères, qu'elles soient universitaires, politiques, ou artistes,.

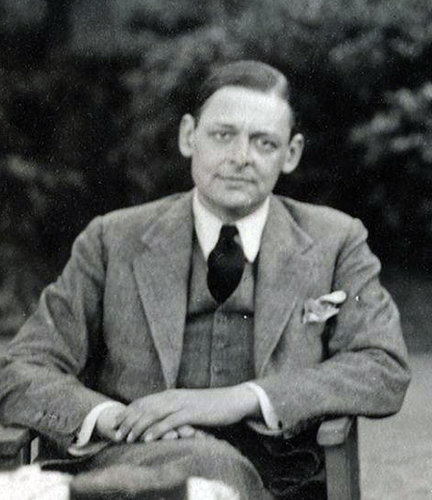
T. S. Eliot, prix Nobel de littérature en 1948 et docteur honoris causa de l'université en 1951.

Parmi les universitaire européens, plusieurs pays sont représentés. W. J. Gruffydd pour l'Université de Cardiff, Green de l'Université de Cambridge, et Roe de l'Université d'Aberdeen en 1947, Pheminster pour Aberdeen en 1949, W.B.R. King pour Cambridge en 1951, Neville de l'Université de Glasgow et Frohlich de l'Université de Liverpool en 1955, Wortley de l'Université de Manchester en 1956, puis Cook de l'Université d'Exeter et Joan Robinson de Cambridge en 1959, comptent parmi les lauréats anglais. Simon Sasserath de l'Institut des hautes études de Bruxelles en 1948, Le Chevalier Braas de l'Université de Liège en 1950, De Visscheq de l'Université catholique de Louvain en 1952, Fredericq des universités de Bruxelles et de Gand en 1953, Ganshop de celle de Gand en 1956, Dalcq de celle de Bruxelles en 1957, puis Vercauteren de celle de Liège en 1958 comptent parmi les universitaires belges récompensés. Matthey pour l'Université de Lausanne en 1952, Josias Brun Blanquat, privatdozent de l'École polytechnique de Zurich en 1953, et Frey-Wissling de cette même école en 1954 comptent parmi les titulaires suisses. D'autres pays européens ont aussi compté des représentants comme Borivoje Milojevič (sr) pour l'Université de Belgrade en 1947, Lombard de l'Université de Lund en 1950, Pellegrini de l'Université de Florence en 1952, ou Huckel de l'Institut de pharmacie de Tübingen en 1959.
D'autres Européens œuvrant dans d'autres champs d'activité ont aussi été distingués, comme Jean Graven en 1949, juge à la cour de cassation de Genève, Edwin Muir en 1949, directeur du British Institut de Rome, T. S. Eliot en 1951, prix Nobel de littérature en 1948, ou encore klaffenbach en 1959, de l'Académie allemande de sciences et épigraphie grec.
Des universitaires américains ont été récompensés, comme Bishop de l'Université Cornell et Capen de l'Université de Buffalo en 1948, Adrien Pouliot, doyen de la faculté des sciences de l'Université Laval, en 1950, Roger Sherman Loomis de l'Université Columbia en 1951, Marston Morse de l'Université de Princeton en 1953, João Cruz Costa (pt) de l'Université de São Paulo en 1957, ou Cornelis de Kiewiet (en), président de l'Université de Rochester, en 1957.
D'autres personnalités américaines ont aussi été remarquées, comme James Hazen Hyde en 1920
Concernant l'Afrique, Félix Houphouët-Boigny, premier président de la République de Côte d'Ivoire a été récompensé.

## Identité visuelle

Visuel utilisé par la faculté de droit dans sa publication de 1906.

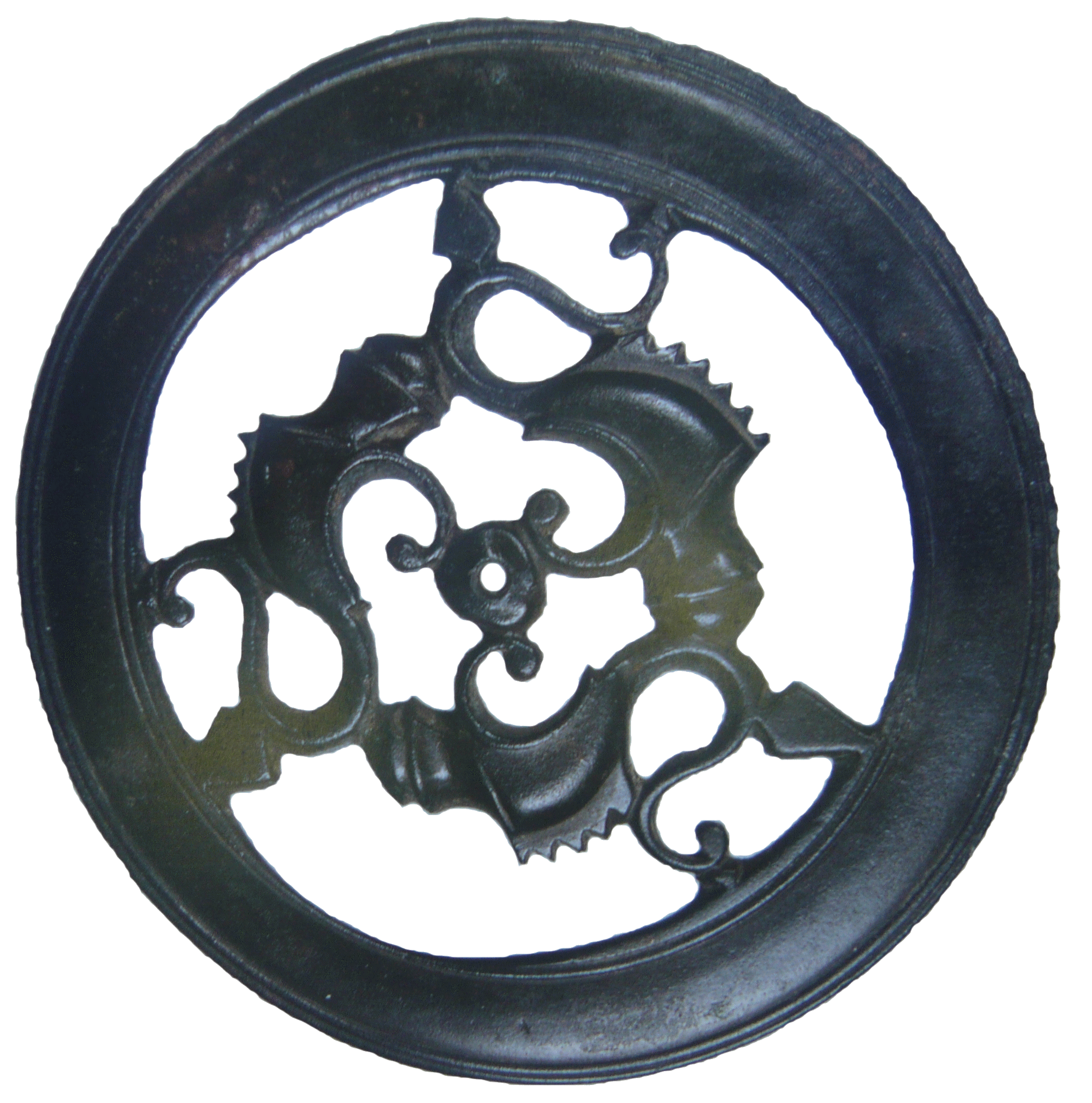
La phalère qui a servi d'inspiration pour le logo que l'université adopte dans les années 1960.

Les composantes de l'université ont à plusieurs reprises utilisé des visuels pour représenter l'université, sans que ceux-ci ne soient pour autant reconnu par l'université. La faculté de droit utilise par exemple en 1906 dans sa première édition du Travaux juridiques et économiques de l'Université de Rennes un blason reprenant le blason de Rennes et l'hermine bretonne, mais sans que celui-ci soit repris dans les éditions suivantes.
L'université se dote d'un sceau dans les années 1960, sous l'impulsion du recteur Henri Le Moal, dernier chancelier de l'université. Il est le transposé d'une phalère de bronze celte figurant trois tritons, et découverte lors de fouilles sur le site de Kerilien à Plounéventer dans le Finistère.
La disposition de ces tritons en étoile symbolisaient la fidélité (l'image du triton), la solidarité (la disposition des tritons veillant sur les arrières les uns des autres), et la confiance en l'avenir (la disposition en étoile). Ce visuel a continué à être utilisé par l'Université de Rennes 1 jusqu'à l'été 2005, date à laquelle elle simplifie ce visuel pour ne conserver que la seule image du triton.
En 2023, la nouvelle université de Rennes unifiée change de d'identité visuelle afin d'adopter un logotype composé de deux éléments : un signe circulaire et le nom de l'université.   
Représentant à première vue un double mouvement simultanément centrifuge et centripète, le motif est en premier lieu inspiré des mosaïques d'Odorico. Par cela, le nouveau logo symbolise à la fois l'ancrage territorial et historique de l'université tout en affirmant son ouverture à l'international et sa dynamique collective.